# レンブラント・ファン・レイン

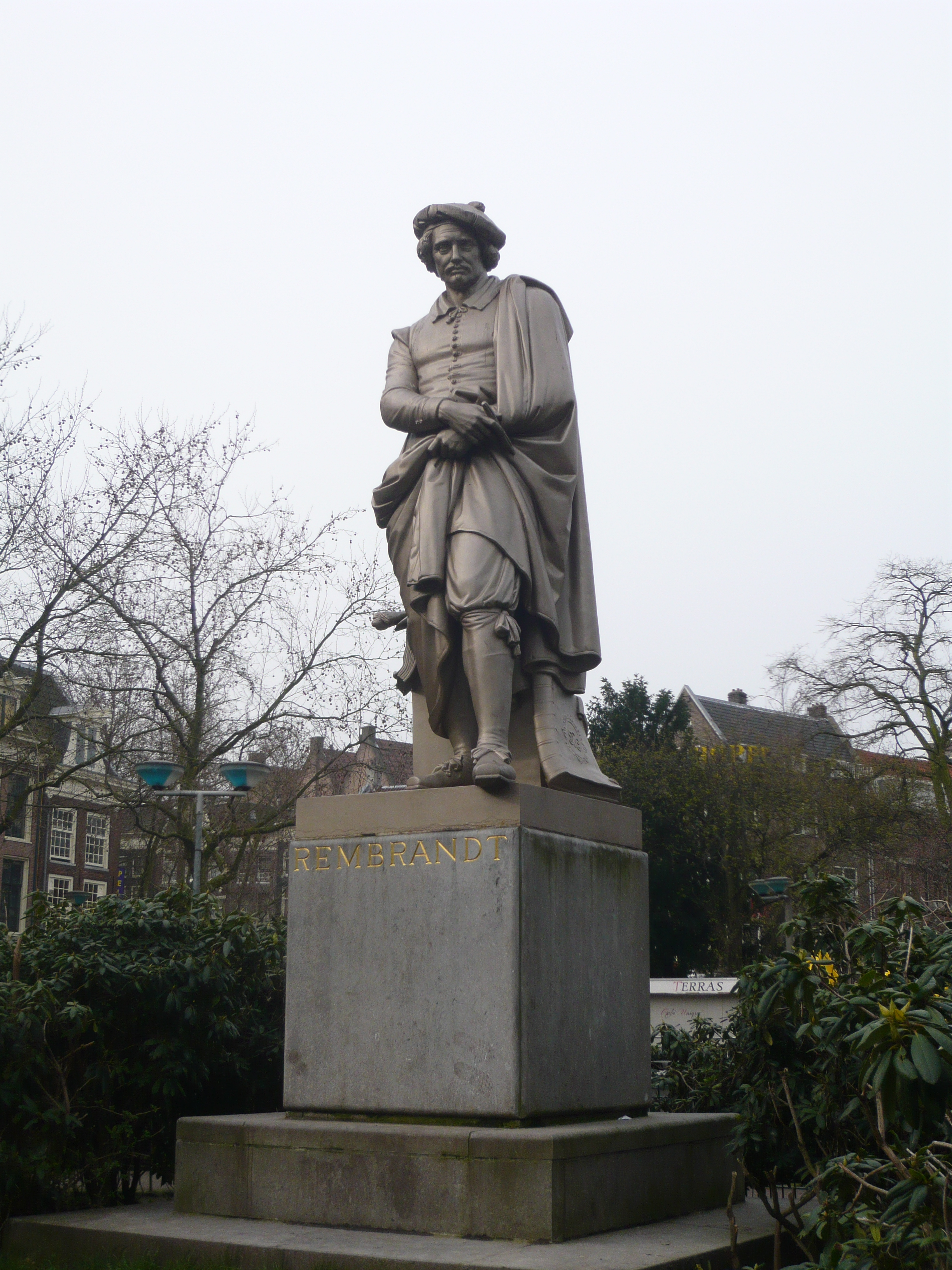
レンブラント像
（レンブラント広場にて）

レンブラント・ハルメンソーン・ファン・レイン（Rembrandt Harmenszoon van Rijn オランダ語: [ˈrɛmbrɑnt ˈɦɑrmə(n)soːn vɑn ˈrɛin] ( 音声ファイル)、1606年7月15日 - 1669年10月4日）は、ネーデルラント連邦共和国（現・オランダ王国）の画家。レンブラント（Rembrandt）の通称で広く知られ、大画面と、光と影の明暗を明確にする技法を得意とした。

## 概要
レンブラントは、同じオランダのフェルメール、イタリアのカラヴァッジョ、フランドルのルーベンス、スペインのベラスケスなどと共に、バロック絵画を代表する画家の一人である。また、ヨーロッパ美術史における重要人物の一人である。
「光の画家」「光の魔術師」（または「光と影の画家」「光と影の魔術師」）の異名を持ち、油彩だけでなくエッチングや複合技法による銅版画やデッサンでも多くの作品を残した。絵画『夜警』（別名『フランス・バニング・コック隊長とウィレム・ファン・ラウテンブルフ副隊長の市民隊）』）はレンブラントの代表作として著名である。また、生涯を通じて自画像を描いたことでも知られ、これらはその時々の彼の内面までも伝えている。
若くして肖像画家として成功し、晩年には私生活における度重なる不幸と浪費癖による金銭的苦難に喘いだが、生前すでに著名で高い評価を受け、オランダには比類すべき画家がいないとさえ考えられていた。フェルディナント・ボル、ホーファールト・フリンクなどはレンブラントの弟子として知られる（#レンブラント工房参照）。なお、オランダ政府観光局による片仮名表記はレンブラント・ファン・ラインとなっている。

## 生涯

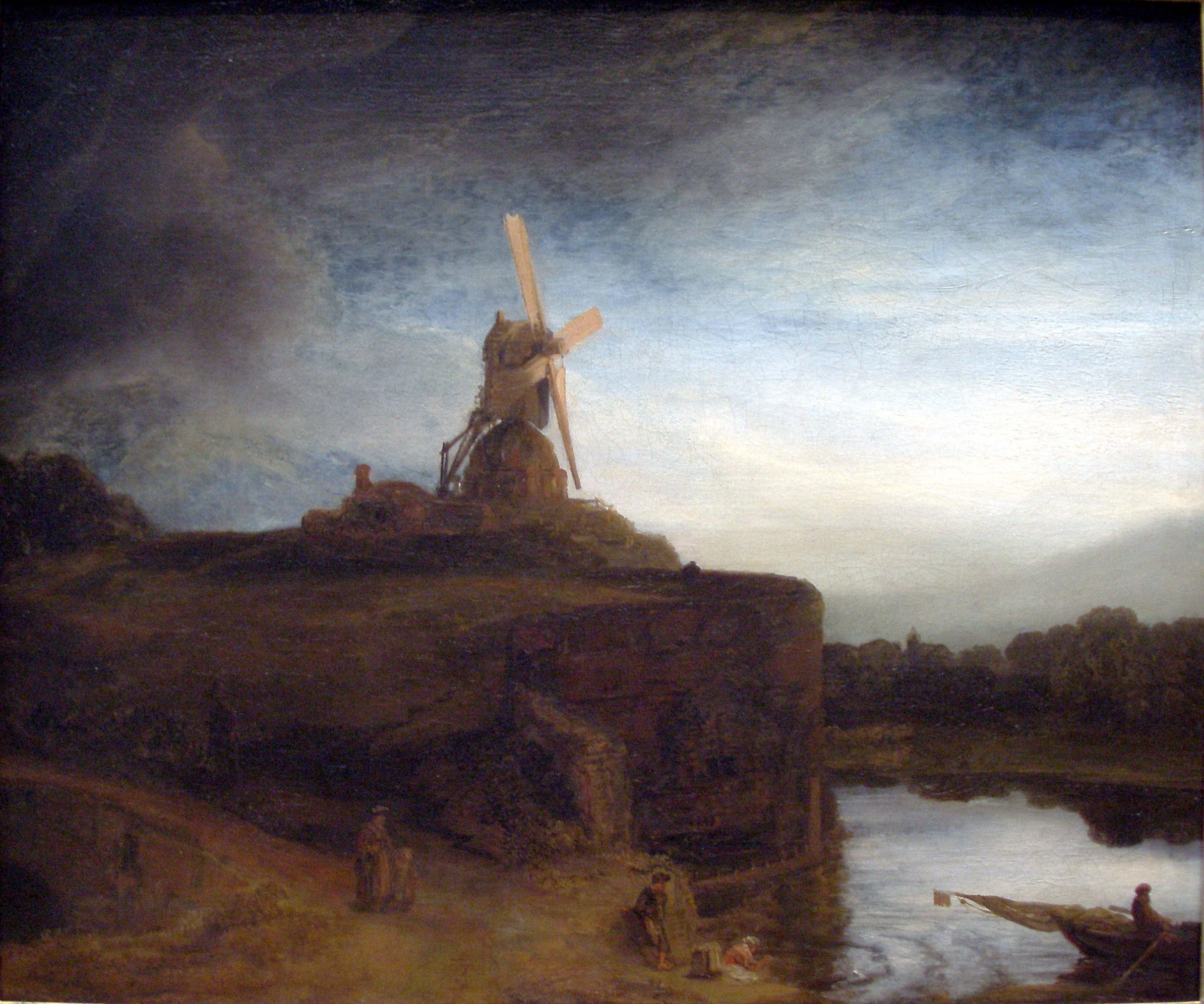
『風車』、1645-1648年、ナショナル・ギャラリー。

### 生誕から学びの期間
1606年、スペインから独立する直前のオランダ、ライデンのウェッデステーグ3番地 にて、製粉業 を営む中流階級の 父ハルマン・ヘリッツゾーン・ファン・レイン、都市貴族でパン屋を生業とする一家の娘 である母ネールチェン（コルネリア）・ヴィレムスドホテルファン・ザウトブルーグ の間に生まれた。レンブラントは夫妻の9番目の子供で、兄は4人、長女と次女は早世し三女の姉1人と妹1人がいた。父は製粉の風車小屋をライデンを流れる旧ライン川沿いに所有しており、一家の姓ファン・レインは「ライン川の (van Rijn)」を意味する。
1613年にラテン語学校に入学。1620年、14歳のレンブラントはラテン語学校から飛び級でライデン大学への入学許可を受けた。進学したのは兄弟の中でレンブラントのみであり、兄たちは家業の製粉業に就いていた。両親はレンブラントに法律家への道を期待していたが、実際にそこに籍を置いたのはわずか数箇月にすぎず、同年末もしくは翌年には画家を志向した。当時は美術学校などなく、イタリア留学経験をもつ歴史画家ヤーコプ・ファン・スヴァーネンブルフに弟子入りして絵画を学んだ。この顛末について、1641年にライデン元市長のヨハネス・オルレルスは同市の案内書の中で「（レンブラントの両親は）息子が絵画やデッサンにしか興味を持たないため、大学を退学させ、画家の下で美術を学ばせた」と記している。ただしレンブラントがスヴァーネンブルフから学んだものは絵画の基礎的な部分にとどまったと見られ、スヴァーネンブルフが得意とした都市絵画や地獄図などには手を出していない。
3年間スヴァーネンブルフから絵画技法から解剖学まで必要な技能を学んだレンブラントは、その類稀な技術ですでに評判を得ており、ヨハネス・オルレルスの記述によると「将来を見越し、父親が有名な画家に弟子入りさせた」とある通り、1624年に18歳のレンブラントは当時オランダ最高の歴史画家と言われたアムステルダムのピーテル・ラストマンに師事した。この期間は半年だけであったが、ここでレンブラントはカラヴァッジョ派の明暗を用いる技法 や物語への嗜好性、表現性など多くを学んだ。またアルブレヒト・デューラーの『人体均衡論』を深く読み、描写力に磨きをかけたともいう。

### 画家としての駆け出しと評価

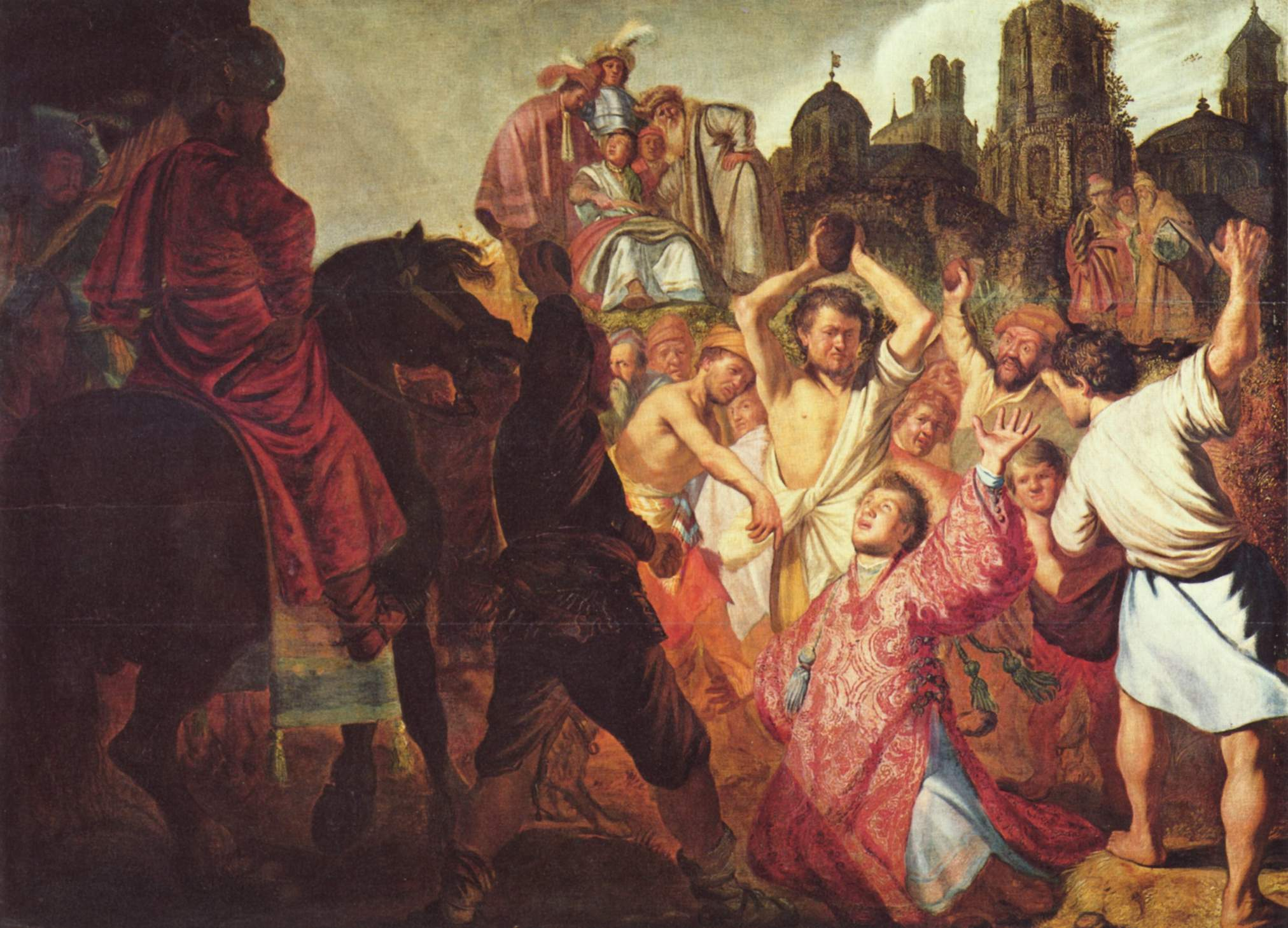
処女作と言われる『聖ステファノの石打ち』、1625年、リヨン美術館。

アムステルダムから戻ったレンブラントは実家にアトリエを構え、さっそく製作に乗り出した。1625年には、時期が判明している初の作品『聖ステバノの殉教（聖ステバノの石打）』を製作した。また、この頃に同じラストマンに弟子入りし12歳で画家として活動を始めていた神童の呼び声が高いヤン・リーフェンスと知り合い、競い合う関係が始まった。リーフェンスとは一時期共同で工房を持った。
1628年にはレンブラントも弟子を指導するようになり、ヘラルト・ドウ やイサーク・ジューデルヴィルらが門下に入った。弟子の一人ホーホストラーテンは1678年の著作『美術学校への招待』にて、レンブラントの指導について「知識は実践せよ。さすれば知らぬ事、学ばねばならぬ事が自明になる」という言葉を記した。このようにレンブラントは常に新たな領域へ踏み込むことに熱心であり、この頃にはエッチングに手を染め始めた。先が二股の彫刻刀を自作したり、貧者や老人の姿をテーマとした版画を数多く製作した。

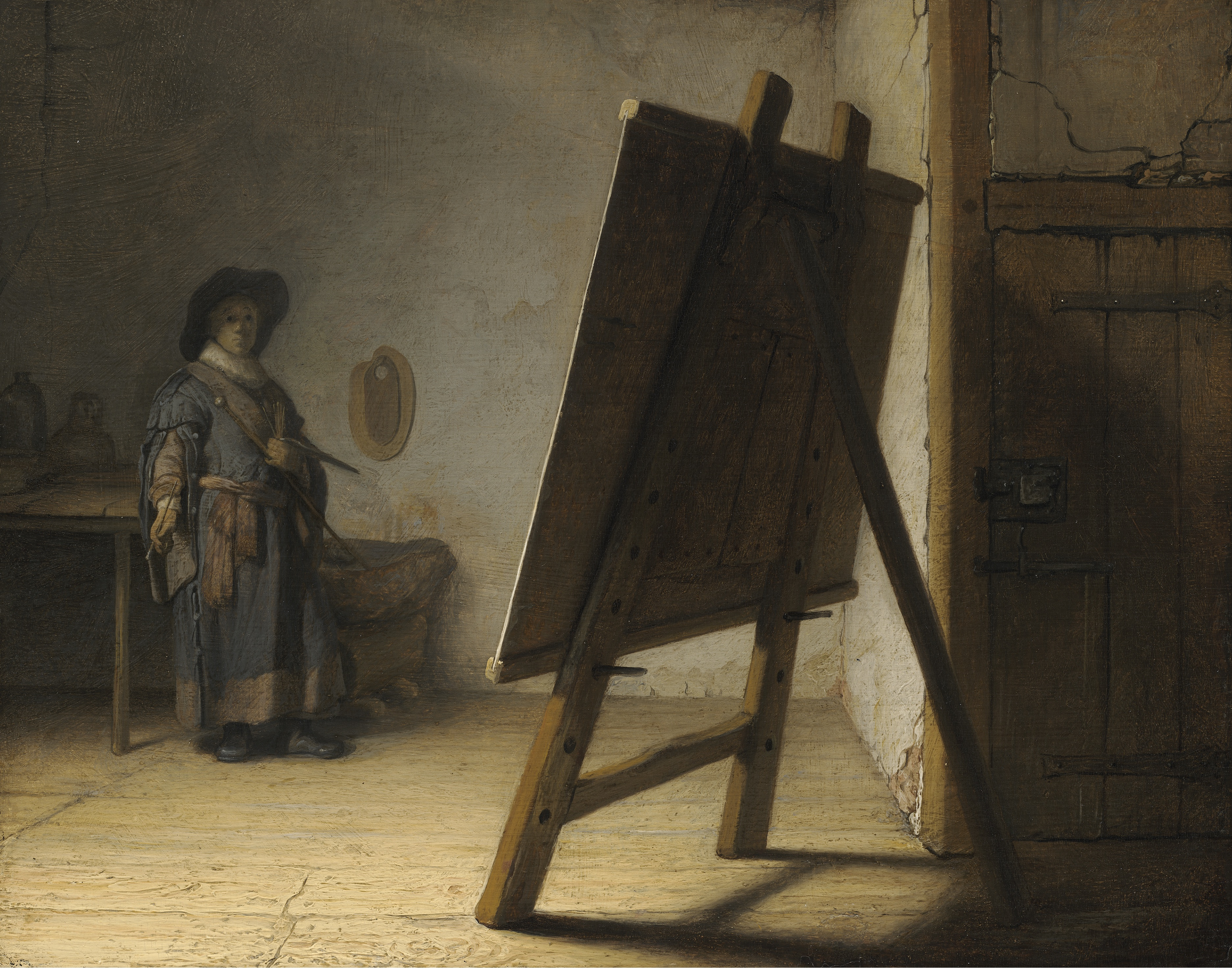
『アトリエの画家』、1628年、ボストン美術館。

この頃にはレンブラントは頭角を現し始めていた。ユトレヒトの法律家で美術評論家のファン・ブヘルは、1628年の自著『絵画』の中でレンブラントが賞賛を受けていることを記している。絵画以外にもエッチングがヨーロッパ中に流通したことも、レンブラントの名が広まる要因となった。オラニエ公フレデリック・ヘンドリックの秘書官コンスタンティン・ホイヘンス（数学者クリスティアーン・ホイヘンスの父）は、レンブラントとリーフェンスの両方に目をかけた人物である。ホイヘンスは二人を評して「創造性に優れる刺繍屋の息子（リーフェンス）と、判断力と表現力に優れる粉屋の息子（レンブラント）」と言い、いずれもが有名な画家と比肩し、そのうちにこれを超えるだろうと日記に認めた。イギリスのアンクルム侯爵がオランダを訪問した際、ホイヘンスはチャールズ1世への献上品として何枚かの絵画を渡したが、その中には二人の絵も含まれていた。この当時の作品『アトリエにいる風景』にてレンブラントはキャンバスに向かう自分の姿を描いているが、この時の衣裳は来客を迎える正装であり、すでに美術愛好家たちがレンブラントと接触を持っていたことを示す。

### アムステルダムへ
ホイヘンスは、レンブラントとリーフェンスの二人がいずれもイタリアへ行こうとしないことに驚いていた。スヴァーネンブルフのように経歴に箔をつける上で本場ローマの美術に触れることは美術家にとって不可欠な時代であったが、二人は、すでにオランダに渡っていた著名なイタリア絵画の点数はそれなりにあり、また、忙しいとも答えていた。しかし名声を得つつあるレンブラントにとってライデンは狭くなってきた。1630年4月23日に父親が亡くなる。レンブラントはこれを機会にアムステルダムへ進出する決断をした。

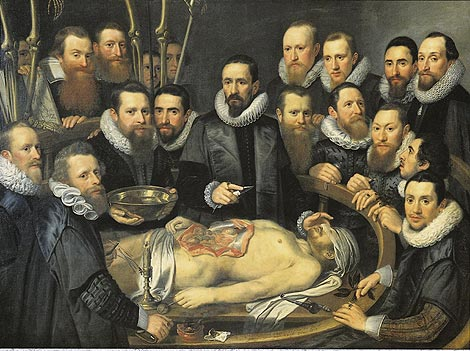
ミヒール・ファン・ミーレフェルトの『デルフトのファン・デル・メール博士の解剖講義』、1617年。各人物をはっきりかつ公平に描く当時の集団肖像画の典型。

1631年、以前から交流があった 画商にて画家のヘンドリック・ファン・アイレンブルフのアムステルダムにある工房に移り、ここのアトリエで肖像画を中心とした仕事をこなし始めた。
1632年、レンブラントは大きな仕事の依頼を受けた。著名な医師のニコラス・ピーデルスゾーン・トゥルプ教授が行う解剖の講義を受ける名士たちを描く集団肖像画の製作で、この絵は有力者も出入りする外科医組合会館に展示されることになっていた。これに成功すれば大きな名声を得られる彼は、驚嘆されるような前例のない絵画に取り組んだ。集団肖像画はオランダでは100年以上の伝統を持つが、その構図は各人物それぞれに威厳を持たせた明瞭な描き方をすることに注力するあまり、まるで記念写真のように動きに乏しく没個性的で、絵の主題とポーズや構図に違和感があった。レンブラントは、「解剖の講義」という主題を前面に押し出して表現するため、鉗子で腱をつまむトゥルプ教授に全体の威厳を代表させ、他の人物の熱心に語りを聴く姿から彼らの学識を表現した。この代表作かつ出世作 となった『テュルプ博士の解剖学講義』によって、レンブラントは高い評価を得た。

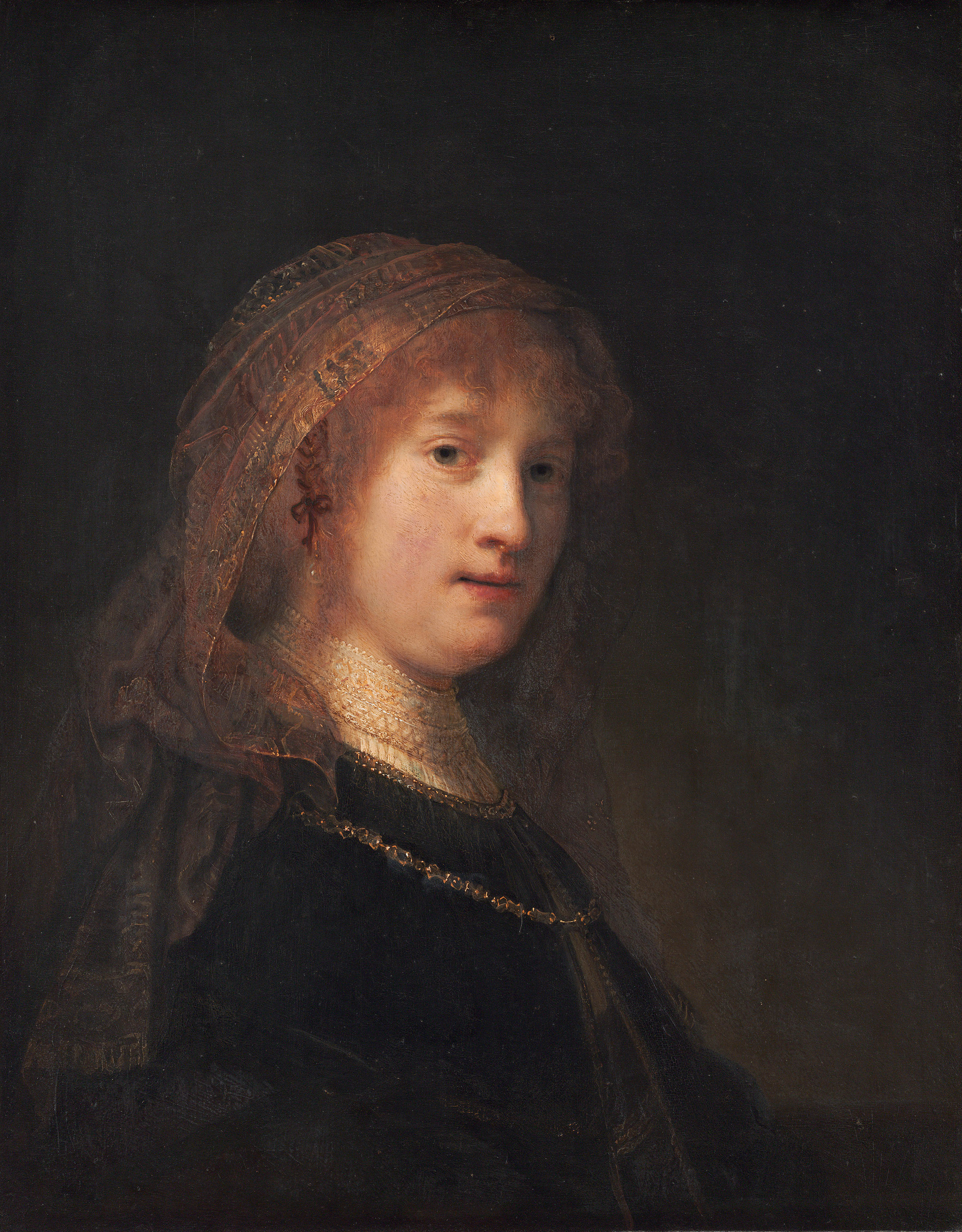
妻サスキア・ファン・アイレンブルフの肖像、1635年、ナショナル・ギャラリー。

### 結婚
アイレンブルフの家に間借りしていた レンブラントは、1633年にそこでアイレンブルフのいとこ（またいとこ または姪 とも）で22歳 のサスキア・ファン・アイレンブルフと知り合った。彼女の父は亡くなっていたがレーワルデン市長を務めたこともある人物で、その一族は裕福であった。1633年には婚約し、翌年にはレンブラント側の親族を誰も呼ばないまま結婚式を挙げた。これで彼は正式なアムステルダム市民となり、また聖ルカ組合の一員となる。多額の持参金と富裕層へのコネクションをもたらしたサスキアは、レンブラントの絵のモデルとなり、ふくよかな姿を描いた多くの作品が残された。
名声を得たレンブラントは、提督オラニエ公からの注文を受け「キリストの受難伝」をテーマにした作品群（『キリスト昇架』＜ギャラリー＞『十字架降下』＜ギャラリー＞等）などを仕上げたが、これは公が気に入らず代金支払いが滞った。しかし、提督の財産目録には4点の作品が記されている。多くの弟子が門下に入り、フェルディナント・ボル、ホーファールト・フリンク、ヘルブラント・ファン・デン・エークハウトら50人が名を連ねた。これらもあってレンブラントは、1635年にはアイレンブルフから独立したアトリエを構えた。
富と名声を得ていた レンブラントは、弟子を教育しつつ、自らもあらゆるものを対象に描いた。妻サスキアをモデルにした『春の女神フローラに扮したサスキア』＜ギャラリー＞『ホロフェルネスの晩餐会におけるユーディット』＜ギャラリー＞（ともに1634年）から、依頼を受けた肖像画、そして街中で見かけた物売りや乞食のデッサン、情景を空想し描いたロンドンやイタリア田園風景などを数多く描いた。その資料とするために、彼はいろいろなものを積極的に収集するようになる。美術品や、刀剣などの工芸品、多くの民族にわたる衣装や装飾品など手当たり次第と言える膨大な点数を所蔵した。そして自らにふさわしい豪邸を求め、ユダヤ人街になりつつあったヨーデンブレーストラート（聖アントニウス広小路）に、後にレンブラントの家と呼ばれることになる邸宅を1639年に年賦支払いで購入し、ここで大きな規模の工房を主宰した。これは13,000ギルダーもの費用を要し、周囲からサスキアの財産を食いつぶしているのではと非難を受けた。一方で投機にも手を出しては失敗を重ねていた。

### 『夜警』製作と人生の暗転

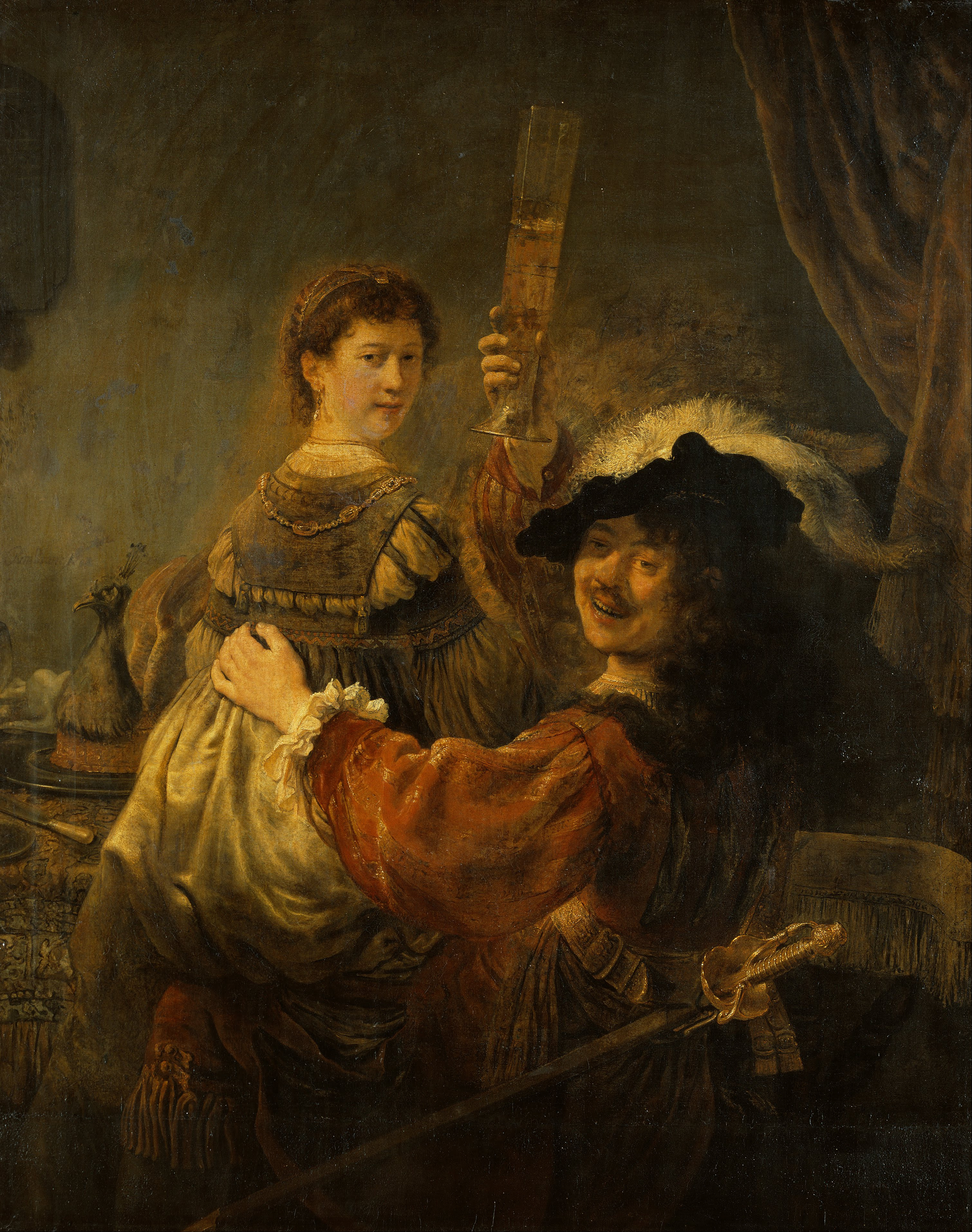
『売春宿の放蕩息子』、油彩、1635年頃、アルテ・マイスター絵画館 (ドレスデン)。この絵を制作した当時、彼には妻の財産を浪費して邸宅や収集品を買い集めているという非難の声が上がっていた。そのような意見を無視することを決め込み、この絵で自分を放蕩息子に譬えて表した。

レンブラントは、1640年の末に火縄銃手組合が発注した複数の集団肖像画のうち、市の名士フランス・パニング・コック率いる部隊の絵を受けた。彼は独自の主題性と動きのある構図を用いて、1642年初頭に『夜警』を完成させた。注文された絵は組合会館（ニュウヘ・スタッドハイス）に掲げられたが、弟子のホーホストラーテンは『夜警』を評し「展示された他の絵が、まるでトランプの図柄のように見えてしまう」と、その傑出性に眼を見張った。
しかしこの頃、彼は多くの不幸に見舞われていた。1635年12月に生まれた最初の子ロンベルトゥスは2ヶ月で死去。1638年7月生まれの長女コルネリア（母親と同名）、1640年7月に生まれた姉と同じ名をつけた次女コルネリアはいずれも1箇月ほどの短命で亡くなる。この年9月には母も亡くなった。彼の子供のうち、成人を迎えられた者は1641年に授かった息子ティトゥスだけであった。
『夜警』の製作中、妻のサスキアが体調を崩し寝込んでしまう。レンブラントは病床の彼女を描いた素描を残している。彼女は一向に回復を見せず、1642年には遺書を用意した。それによると、4万ギルダーの遺産はレンブラントと息子ティトゥスが半分ずつ相続するが、息子が成人するまでは彼を唯一の後見人として自由に使うことを認めた。ただし、もし彼が再婚した場合、この条項は無効になった。6月14日、サスキアは29歳で亡くなった。結核が原因だったと推測される。レンブラントはアウデ教会に購入した墓地に彼女を埋葬した。

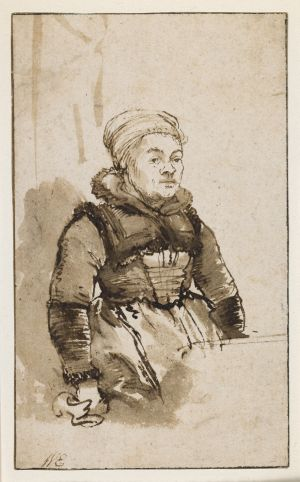
ヘールトヘ・ディルクスの素描
ただし否定する意見もある。

この頃からレンブラントの人生は暗転する。サスキアの看病や 幼いティトゥスを世話する親族の女性はおらず、仕事を抱える 彼は乳母として北部出身で農家の未亡人ヘールトヘ・ディルクス(ヘールチェ・ディルクス) を雇った。やがてレンブラントは彼女と愛人関係となる。
彼はまた旺盛な制作活動に戻ったが批判も聞かれるようになった。特に肖像画では、発注主の注文とレンブラントの目指す芸術性に乖離があり、自分がはっきりと立派に見えるようとの要望に応えないレンブラントよりも、これらを満足させる画家の方が好まれた。また、完璧主義の彼は顧客を待たせることで有名だった。画家兼批判家のハウブラーケンは、レンブラントは顔や構図一つに10以上の下書きをすることもあったと述べ、イタリアのフィリッポ・バルディヌッチは、筆を入れ始めてからも何度も書き直すため、顧客は何箇月も拘束されたと語った。ハウブラーケンも次のようなエピソードを述べている。それはある家族の肖像画を製作中にレンブラントが飼っていた猿が死んだ時に起こった。彼はその死体を完成目前の絵に書き込んで出した。これに依頼主の家族は怒り、結局仕事は破棄されたという。このようなことが重なり、レンブラントへの肖像画の依頼は段々と減っていった。彼は聖書や福音書を主題とした絵も描き、『キリストと姦淫の女』＜ギャラリー＞や『割礼』は完成した絵から選んでオラニエ公が購入している。これはオランダ絵画の新しい販売方法でもあった。

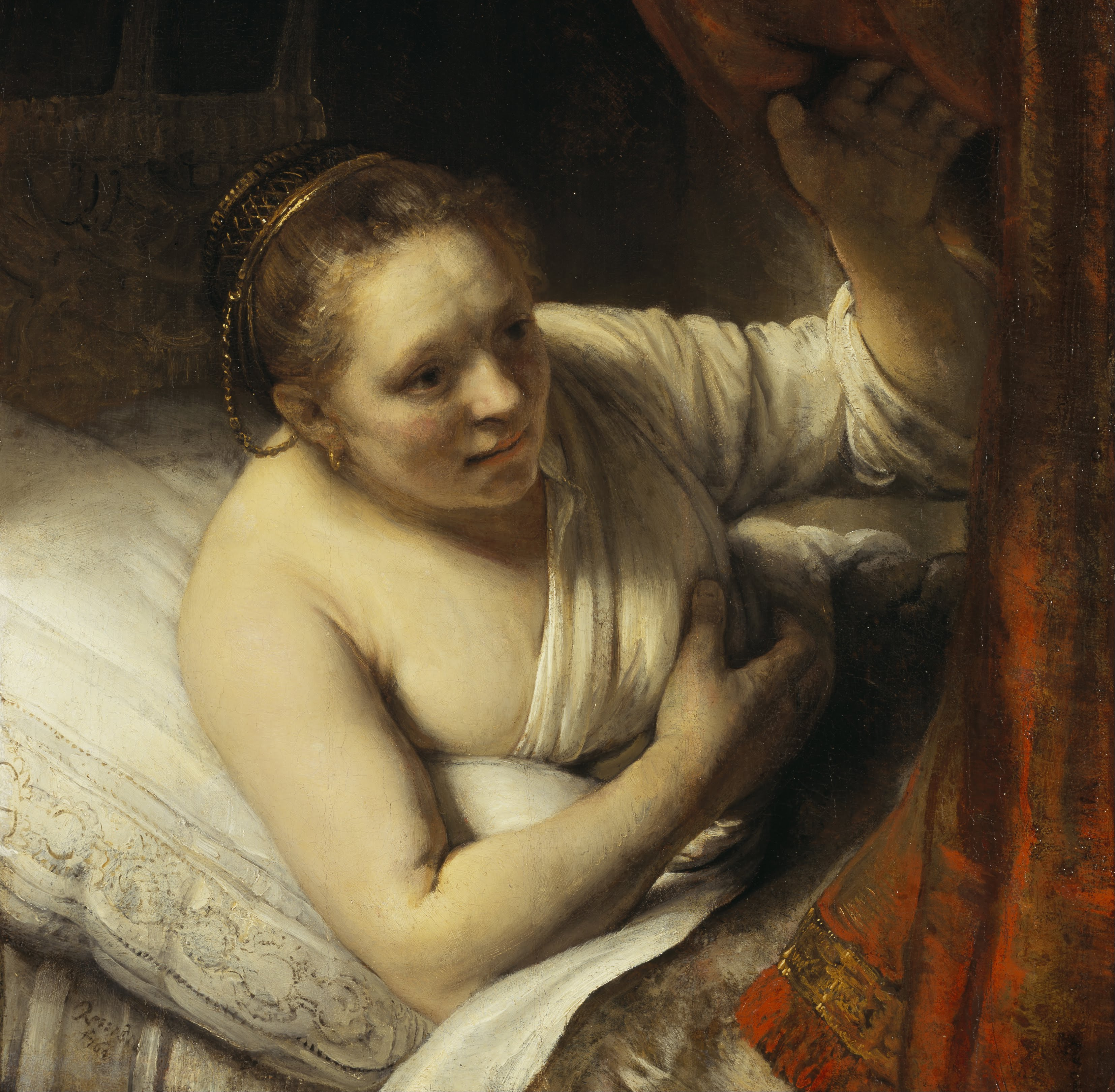
『ベッドの中の女』、1647年、スコットランド国立美術館。トビト記の一場面で、7度も夫を殺されたサラが新夫トビアと悪魔アスモデウスの戦いを見守る姿とされている。ヘンドリッキエがモデルと言われるが、ケネス・クラークはヘールトヘがモデルという説を述べた。

しかし、彼の浪費癖は治まらなかった。絵に必要と思えば骨董から古着まで買い漁り、また、様々な絵画や版画・デッサンもオークションなどで高値を提示して落札した。バルディヌッチによると、レンブラントは美術そのものの価値を高めるためにこのような行動を取ったというが、収入を上回る支出は思慮に欠いたもので、当時のプロテスタント的価値観が強いオランダでは嫌われる「放蕩」であった。

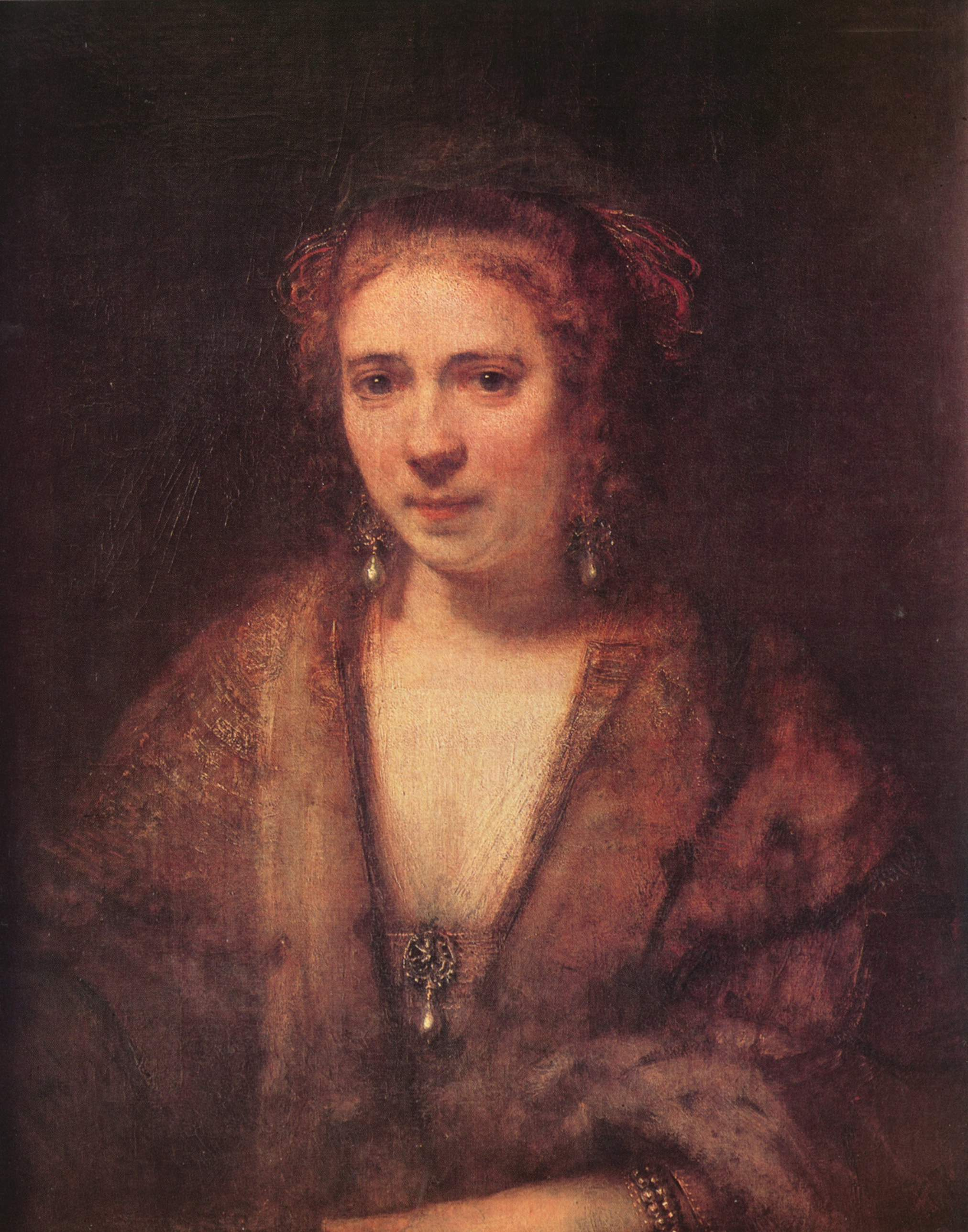
『ヘンドリッキエ・ストッフェルスの肖像』、1654年頃、ルーヴル美術館。

さらに私生活も泥沼を迎える。1649年頃（1647年? ）、彼は若い家政婦ヘンドリッキエ・ストッフェルスを新たに雇い、彼女を愛人として囲い始めた。それは同時にヘールトヘの立場を悪くし、彼女をして憎しみに駆り立たしめた。1649年にヘールトヘは、贈られた宝石を根拠に婚約が成立していたと主張し、その不履行でレンブラントを告訴した。裁判でレンブラントはヘールトヘに毎年200ギルダーの手当てを渡す命令が下された。この頃は創作活動も滞り気味となり、告訴された年には一点の作品も残されていない。後にレンブラントは、ティトゥスに贈与した宝石をヘールトヘが勝手に持ち出して売りさばいていたと訴え、これが認められて彼女はハウダの更生施設（または精神病院）での 12年の拘禁刑に断じられ、彼は腐れ縁から手を切ることができた。ヘールトヘは5年で出所したが、健康を壊したのか翌年には死亡した。レンブラントとヘンドリッキエの間には、1652年に生まれた子はすぐに亡くなったが、1654年に娘コルネリアが誕生した。
強欲さをむき出しにし、また絵のモデルもほとんど務めなかったヘールトヘと違い、ヘンドリッキエはレンブラントを支え、彼女を描いた絵画も残っている。しかし、サスキアの遺言に縛られ二人は婚姻していなかった。裁判所は不義の嫌疑を理由に出頭を命じたがレンブラントは拒否、ヘンドリッキエは二度聴聞を受け、別れるように言われたが従わなかった。

### 無一文へ
しかしこの頃になると、レンブラントは金銭に事欠くようになる。仕事はめっきり減ったが浪費はそのまま、方々からの借金で賄っていたが返済の当てもなく、邸宅の年賦支払いも滞っていた。このような事態に、彼は美術品コレクションを売却してその場をしのいでいた。ところが、1652年に英蘭戦争が勃発しオランダ経済が不況に陥ると、債権者たちは段々と態度を硬化させ始めた。1656年にレンブラントは美術品や邸宅など財産をティトゥスに相続させて保全しようとしたが、孤児裁判所はこれを認めなかった。

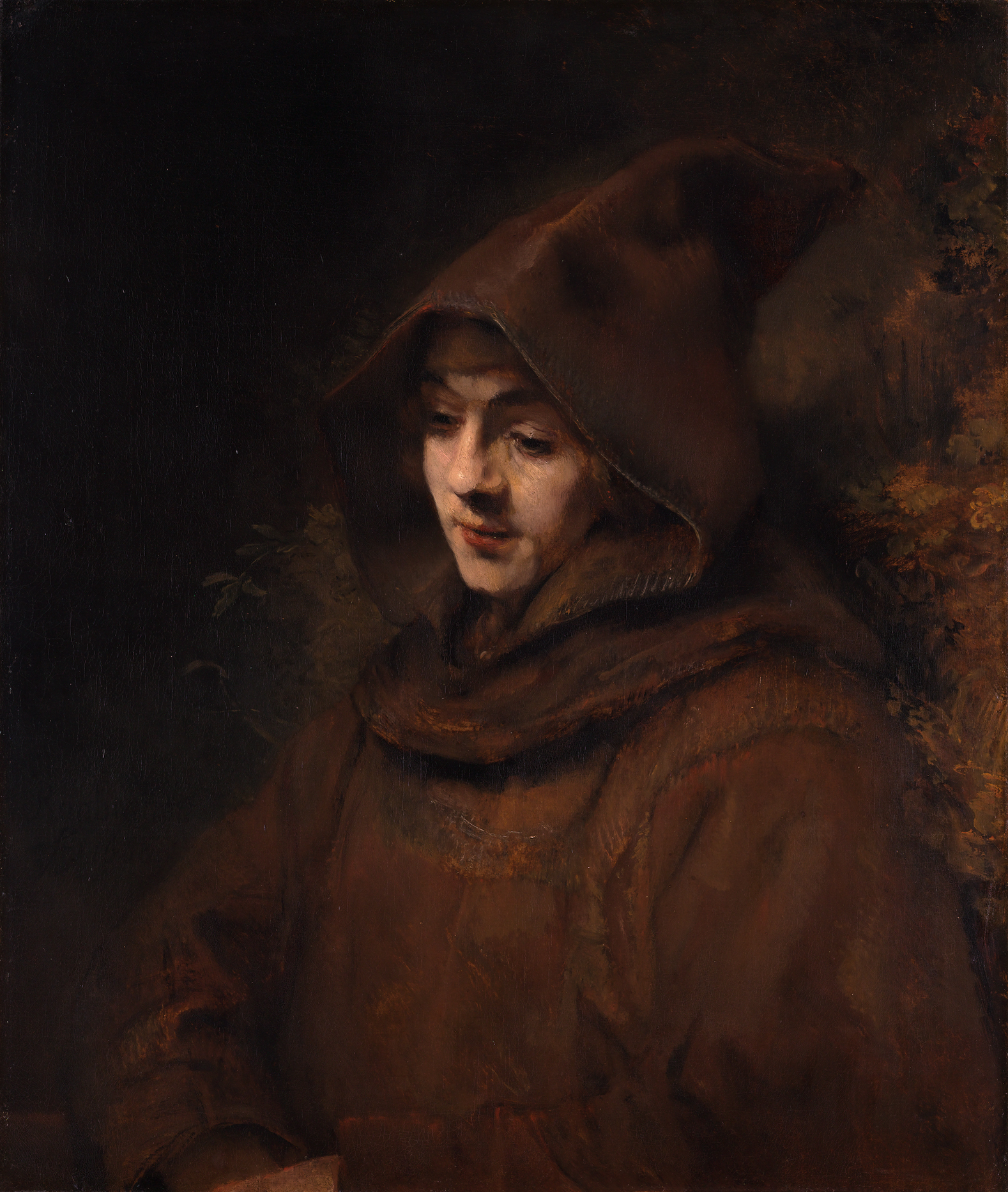
『僧としてのレンブラントの息子ティトゥス』、1660年、アムステルダム国立美術館。

そして7月20日、高等裁判所は法定清算人を指定し、レンブラントに「セシオ・ボノルム（ケッシオ・ボノールム、財産譲渡または財産委託）」を宣告した。セシオ・ボノルムとは、商取引の損失でよく適用される債務者の財産をすべて現金化して全債権の弁済とする方法であり、破産するよりは比較的緩やかな処分である。これを受けてレンブラントの363項目にわたる財産目録が作成された。販売品リストが残っており、蒐集品の内容を知ることができる。著名な作者の絵画や素描、ローマ皇帝の胸像、日本の武具やアジアの物品、自然史関係の物品や鉱物などがあった。競売は1656年9月に始まり、翌年までに買い叩かれた。1660年12月18日に、11,218ギルダーで売れた 邸宅を彼は去って貧民街である ヨルダーン地区 ローゼンフラフトの街に住み着いた。行政や債権者たちはレンブラントに好意的だったが、アムステルダムの画家ギルドは厳しく、彼を画家として扱わないように定めた。これに対処するため、1660年にヘンドリッキエと20歳になったティトゥスは共同経営で画商を開業してレンブラントを雇う形態を取り、絵画の注文を受けられるようにした。
このような境遇においても、レンブラントが抱える探求心が損なわれることはなく、却って純粋に「画家とは」や「芸術家とは」という主題に向き合った。そして画家としての評価も依然高く、最盛期ほどではないとしても絵画作成の依頼もあった。アムステルダム市からは新庁舎に掲げる絵の依頼を受けたが、これは依頼を受けていたホーファールト・フリンクが急死したためである。1661年に『クラウディウス・キウィリスの謀議』(en) ＜ギャラリー＞を完成させている。ただしなぜかこの絵は数箇月後には外され、レンブラントへ返却された。現在この絵は、部分しか伝わっていない。他にも集団肖像画『織物商組合の幹部たち』（1662年）、シチリア貴族のルッフォ（ルフォー）から依頼を受け描いた『アレクサンダー大王』（1663年＜ギャラリー＞）『ホメロス』（1663年＜ギャラリー＞）などを描いた。

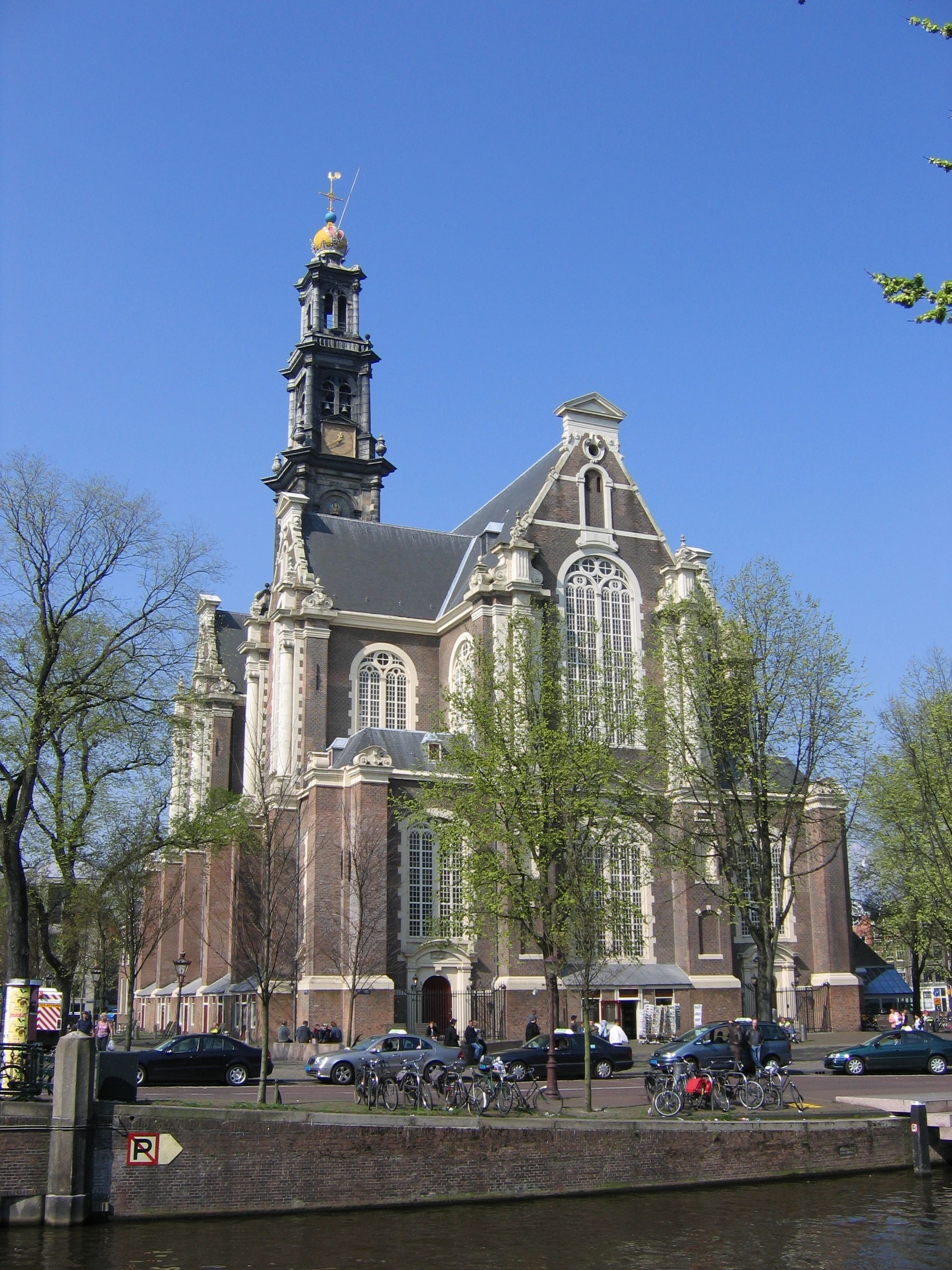
2人の妻、息子、そしてレンブラント本人が埋葬された西教会 (Westerkerk)

しかしこの頃、ヘンドリッキエは健康を害し、1661年8月7日に彼女は娘コルネリアが相続する財産をレンブラントが自由に使えるように定めた遺言書を作成した。この中で彼女はレンブラントの妻とされており、財産譲渡によってサスキアの遺言が事実上無意味になったことから二人は結婚していたと考えられる。レンブラントは絵画制作のためにまたも美術品の蒐集などに手を出して借金を作っており、ついには、1662年にサスキアが眠るアウデ教会の墓所を売却するまでして金策に走っていた。これを憂慮した遺言を残したヘンドリッキエは1663年7月末に38歳で 亡くなり、彼女は移されたサスキアの棺が安置された西教会に葬られた。

### 晩年そして死去
1667年12月29日、トスカーナ大公国のコジモ3世がレンブラントのアトリエを訪問した。随行員の日記に「有名なレンブラント」とある通り、彼の名声は健在だった。ここでコジモ3世はレンブラントの自画像を購入したと思われる。
しかし彼の人生は好転しなかった。ティトゥスは1668年2月10日にマグダレーナ・ファン・ローと結婚したが、9月4日に急死してしまった。晩年の彼は娘コルネリアと雇った老女中と生活し、「パンとチーズと酢漬ニシンだけが一日の食事」と記されるほど質素な日々を送った。翌1669年に息子の忘れ形見ティティアを得るが、同年10月4日にレンブラントは亡くなった。63歳没。遺体は二人の妻、そして息子が眠る西教会に埋葬された。

## 絵画の変遷

1632年の神話画『エウロペの誘拐』。J・ポール・ゲティ美術館。油彩板絵。この絵はバロック調絵画の黄金時代を代表する。

### 主題や形式
レンブラントは生涯の創作活動において、物語、風景そして肖像を絵の主題とした。そして最終的に、感情や細部まで緻密に描写する技能に裏打ちされた彼が描く天才的な聖書物語の解釈は、同時代人から高い評価を受けた。修辞的に言えばレンブラントの絵画は、初期の、「滑らかな」技法がもたらす奇術のような形式を持つ描画に見られる卓越した技能から、後期の、画面上に現れる豊かで多彩な「荒々しい」様がもたらす画材そのものが作り出す触覚にさえ訴えかける質感が与える幻影的手法へと進歩した。
彼は同時に、版画における技能も切り開いたと言える。円熟期の中でも特に進歩的だった1649年代末頃は、素描や絵画同様に版画においても自由闊達かつ幅広い表現を感じ取ることができる。作品は広範な主題要素や技術を包含し、時には空間を意識して空白の部分を設けたり、時には織物のように複雑な線を与えて濃く複雑な彩を現出した。
ライデン時代のレンブラント（1625年 - 1631年）にはラストマンから受けた影響が色濃く現れており、また、リーフェンスも意識していたことが窺える。絵の号は小さいが、衣装や宝石などは丁寧な描き方がされている。宗教画やアレゴリーを多く描き、大きさも肖像画には充分でない半分程度の大きさであるトローニーを描いた。1626年、初めて製作したエッチングが知れ渡り、レンブラントの名声を国際的なものにした。1629年に完成させた『30枚の銀貨を返すユダ』＜ギャラリー＞や『アトリエにいる風景』は、光の技法と筆跡の多彩さに意識を向けていたこと、そして彼が画家として成長する過程において大きな進歩を成したことを示す

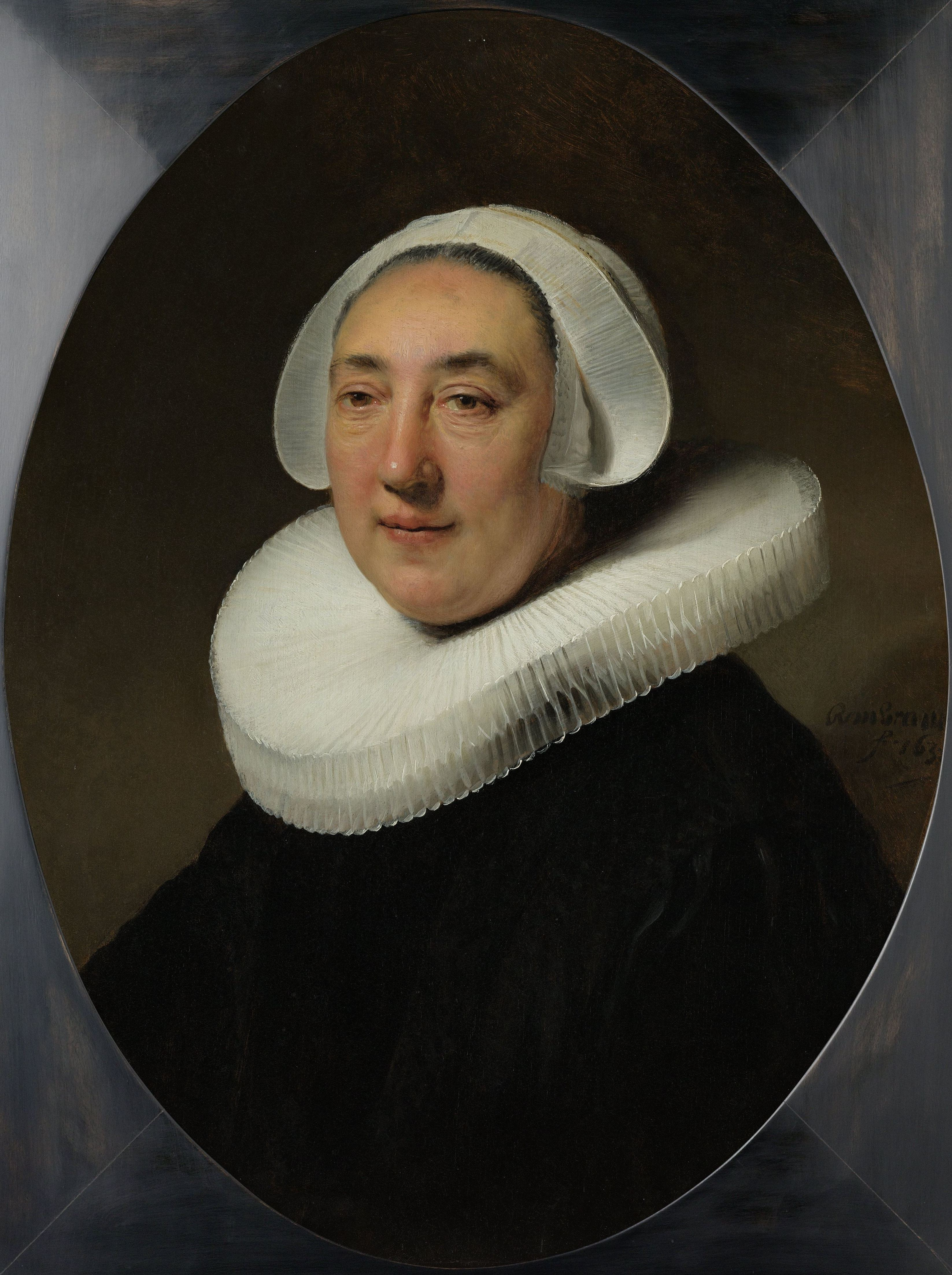
1634年の肖像画。当時レンブラントは成功の渦中にあった。

アムステルダム時代（1632年-1636年）、レンブラントは聖書物語や神話の場面を題材に、『ベルシャザルの饗宴』（1635年＜ギャラリー＞）、『ペリシテ人に目を潰されるサムソン』（1636年＜ギャラリー＞）、『ダナエ』（1636年）など、ピーテル・パウル・ルーベンスのバロック調をまねて大きな号に明暗を利かせた絵画を仕上げた。時にアイレンブルフ工房の助けを借りて、レンブラントは夥しい数の肖像画を作成した。それは小さな号（『ヤコブ・デ・ヘイデン三世』、1632年＜ギャラリー＞）から大きなもの（『テュルプ博士の解剖学講義』1632年、『Portrait of the Shipbuilder Jan Rijcksen and his Wife』1633年）まであった。
1630年代末頃から、数点の油彩と多くのエッチングで風景画を製作した。これらはしばしば、自然のドラマ性を強調し、根こそぎの木や不吉な空（『Cottages before a Stormy Sky』1641年、『三本の木』1643年＜ギャラリー＞）を描いたものもある。1640年からは、彼自身の不幸な状況が反映したのか、活力に欠け地味な色調へ変化した。聖書物語も以前主にモチーフとして使用した旧約聖書から、新約聖書に題材を多く求めるようになった。1642年にはレンブラントは集団肖像画を受注し、最大にして最も有名な『夜警』を製作した。ここでは、以前からの仕事にあった構成と物語性の問題に対する解答を見つけ出した。

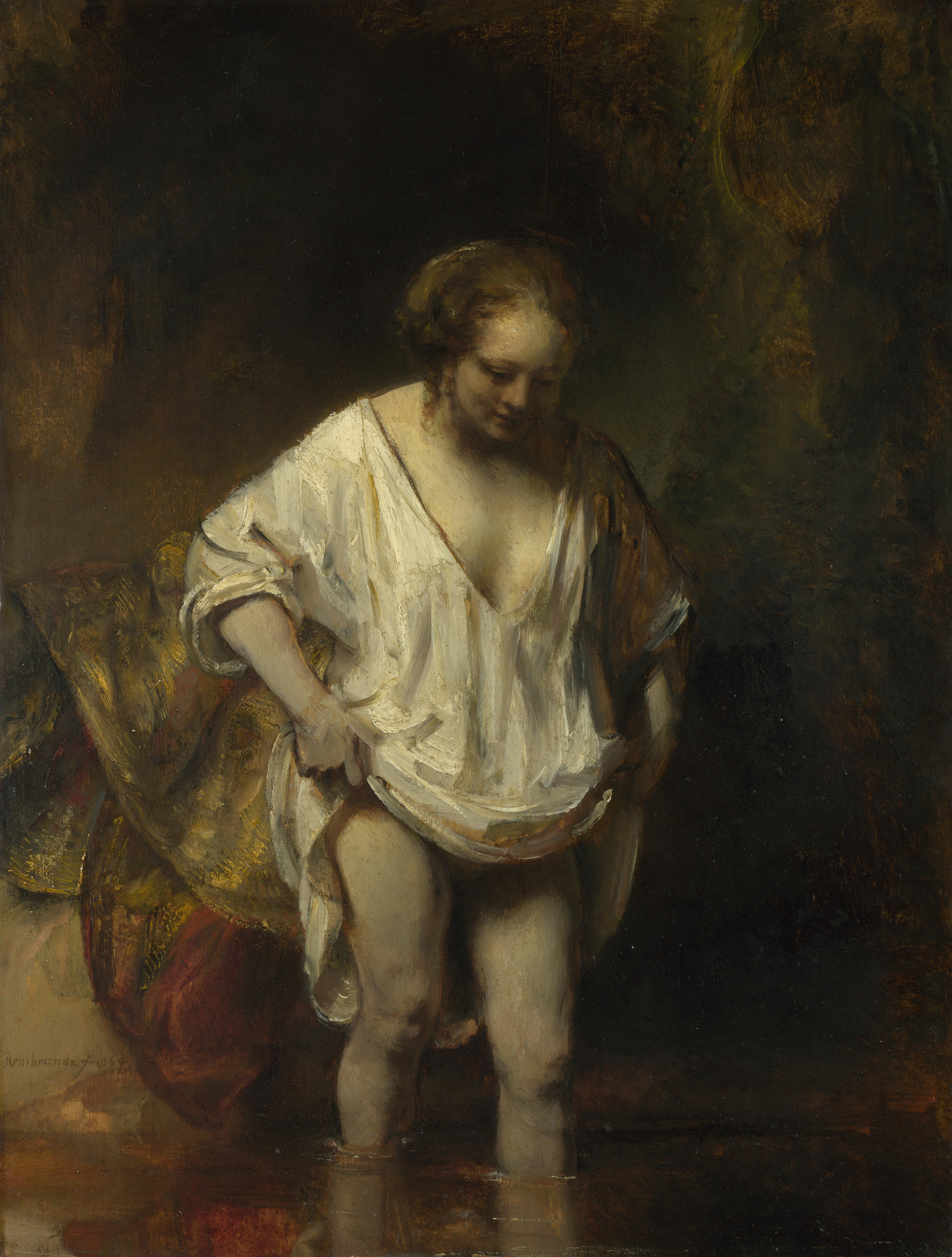
『水浴する女』、1654年-1655年、ロンドン・ナショナルギャラリー。

『夜警』後の10年間、レンブラントは様々な号、対象、形式の絵画に取り組んだ。それまでの強い光による明暗で生み出していた演劇的効果は、正面からの光源と純粋な色彩を広く多用する方式に変化した。同時に、図像が画面に平行して置かれるようになった。このような変貌は、古典的な流儀と構成に軸足を移そうとしたことの現われであり、また、画法による表現のやり方には『水浴するスザンナ』（1636年、＜ギャラリー＞）のようにヴェネツィア流を取り入れたような傾向が垣間見える。また同じ頃、油彩の風景画はめっきり減り、エッチングや素描に替わった。その素材も、自然のドラマ性からオランダの静かな風景へとなった。

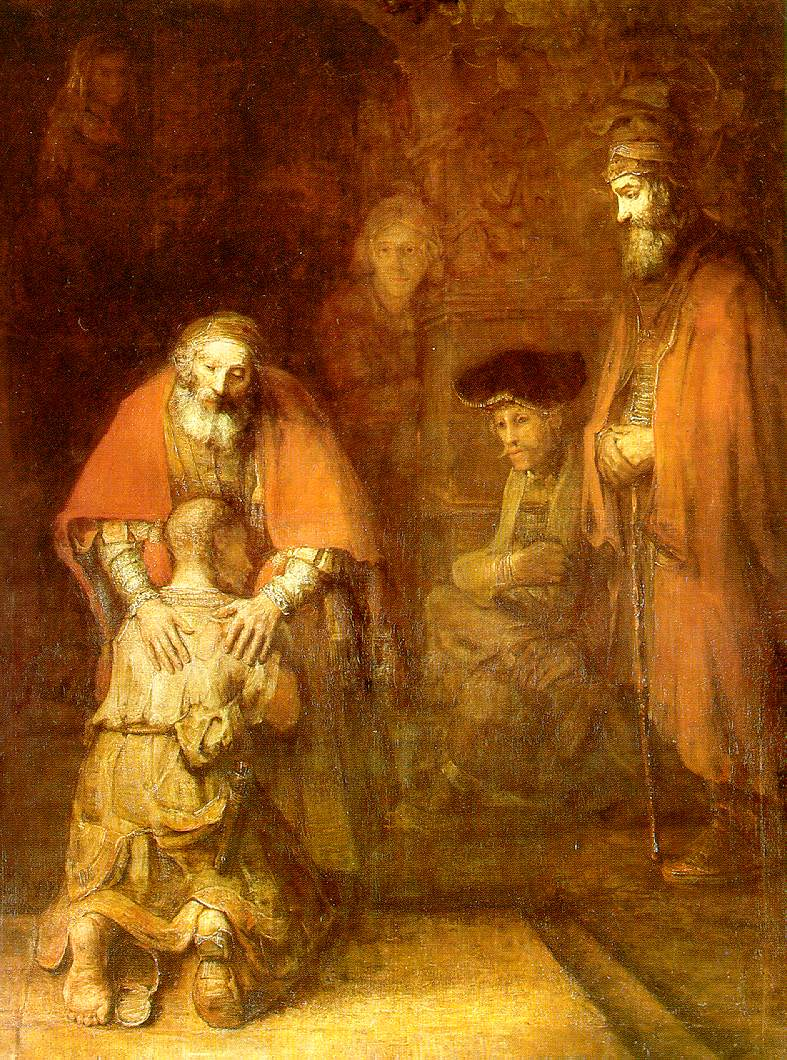
『放蕩息子の帰還』、1666年-1668年、エルミタージュ美術館。晩年の聖書画。

1650年代になると、レンブラントの絵画形式はまたも変化を見せた。多彩になり、筆使いは特に変わった。この変貌によって、レンブラントは過去の作品や作風から脱皮し、ますます洗練された繊細な作品を指向するようになった。描画における彼の独創的な手法はティツィアーノ・ヴェチェッリオに通じるものがあり、それは現代でも「仕上げ」と表面処理の完成度に対する議論の中に見ることができる。当時の記録の中には、レンブラントの画法が粗雑だという批判も存在し、彼は訪問者が絵をまじまじと見ないよう遠ざけたともいう。触知できるような絵画に対する技法は、中世的な手法から得た可能性があり、絵画の表面に息吹を与える表現の模倣効果を持った。最終的な結果は、絵の具を豊富に用いて作る深い層に明らかな偶然がもたらす効果を織り交ぜつつ、奇術的かつ非常に独特な手法を合わせ持つ形式と空間を提示した。
晩年には、聖書物語に題材を求めこそすれ、その強調するところは1661年の『聖ヤコブ』＜ギャラリー＞のように演劇的な集団を描く場面から肖像画的風の構図へと変わった。レンブラントは最晩年となった1669年に、生涯に描いた15の自画像の中でも最も深遠な一枚を残し、また『ユダヤの花嫁（イサクとリベカ）』＜ギャラリー＞など、愛に生きる、人生を過ごす、神に祈る男女の絵を何枚か描いた。

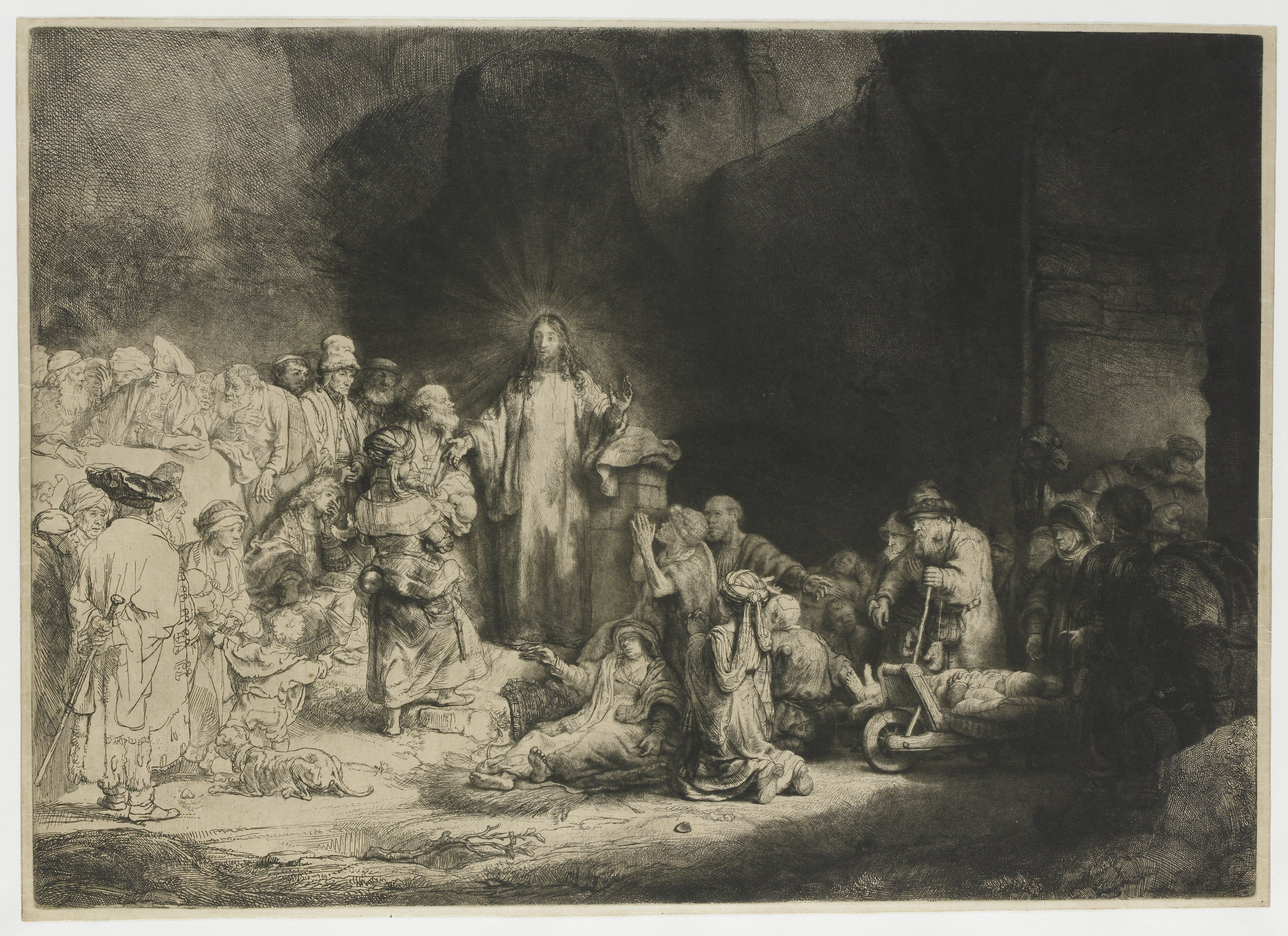
100グルテン版画(en)『病人を癒すキリスト』、1647年 - 1649年。アムステルダム歴史博物館、他。

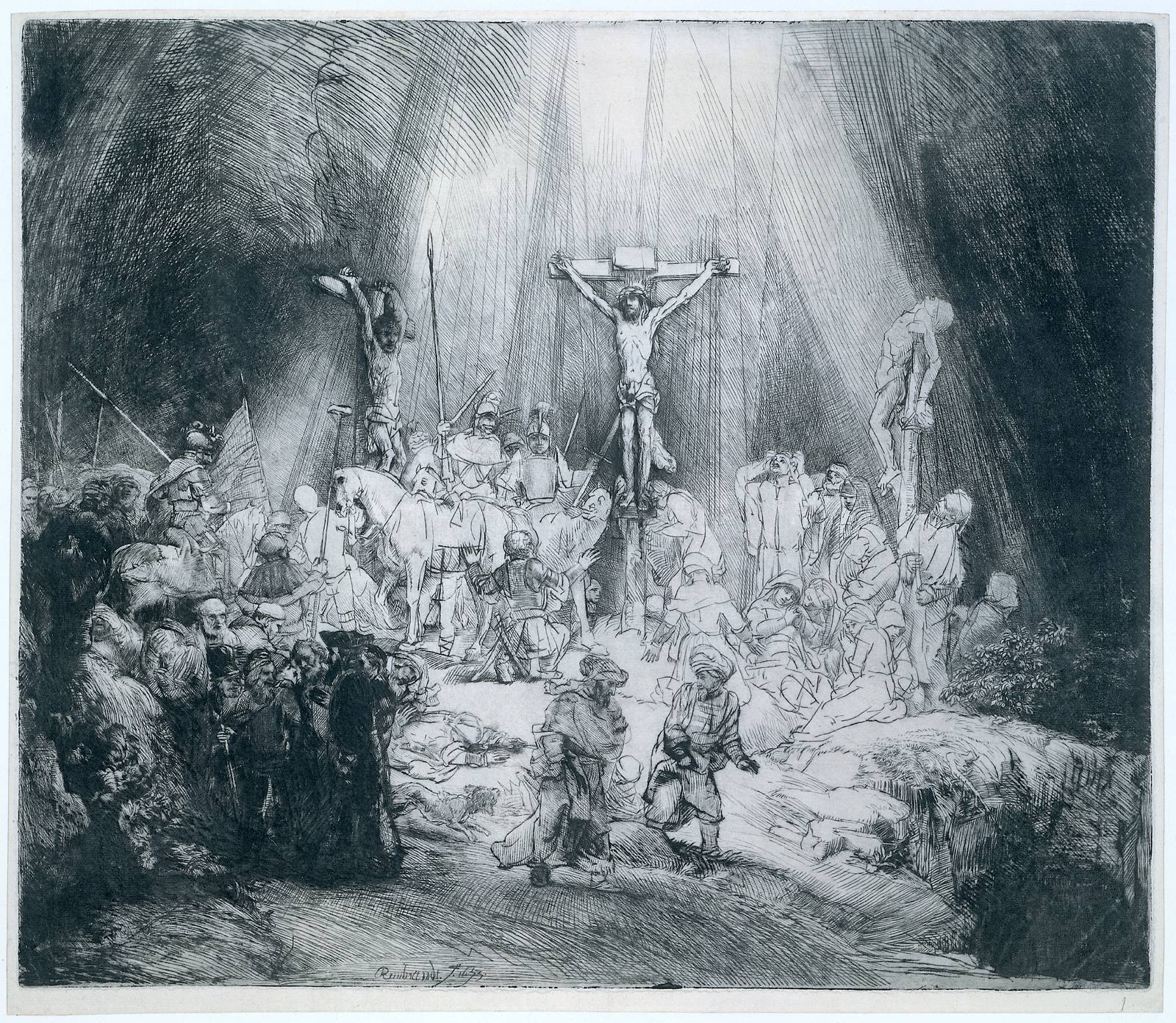
『三本の十字架』、1653年。全6ステートのうちの第3ステート。

### エッチング
レンブラントは画家として駆け出しの1626年から、1660年に印刷機を手放して実質的な製作活動ができなくなるまで、私生活のトラブルに忙殺された1649年を除いてエッチングに取り組み続けた。彼はこれを気軽に始めたが、ビュランの使い方を習ったりエングレービングに手を出して多くの作品を残したりしながら、束縛されないエッチング技法を自分のものとした。彼は印刷工程全体にも強く関わり、初期の作品では自分の手で印刷を行ったと考えられる。最初の頃、素描技法を基礎にエッチングを行っていたが、すぐに絵画技法へ変更し、固まりのような線と酸による腐食を多用して描線の強さに変化をつけた。1630年代末頃、レンブラントのエッチングは腐食をほとんど用いない簡素な形式へ変貌した。1640年代にはいわゆる『100グルテン版画』(en)を製作し、これはレンブラントがエッチングのスタイルを確立し始める「彼のキャリアにて中期に当る重要な仕事」に相当した。しかし、この版画は2つのステート（版）(en)しか残されていない。1版目の点数は非常に少ないが、これによって版元には作り直しが行われた証拠となり、多く存在する2版目の写しにない要素が残っている。
1650年代には成熟を迎え、現存する11の版画に見られるようにレンブラントは即席で大版の製作に携わり、時に根本的な変革を加えることもあった。ハッチング技術を用いて作り出した暗い部分は、時には画面の大部分を占めることもあった。また、紙にも検討を加えて効果を見極め、ヴェルムや後に多用した和紙などを試した。さらに、印刷時に平坦な部分のインクをすべて拭き取らずにあえて少々残すことで「表面トーン」 (surface tone) の効果を表した工夫も凝らした。特に風景描写にて、彼はドライポイント技法を多用し、一瞥では分かりにくいが豊かでぼやかされたぎざぎざを作り出した。

### 集団肖像画

『テュルプ博士の解剖学講義』、油彩、1632年。

#### テュルプ博士の解剖学講義
『テュルプ博士の解剖学講義』に描かれているのは、1632年1月に行われた講義にて、アムステルダムの市長にも2度就任した教授のニコラス・ピーテルスゾーン・テュルプ博士が切開した腕から腱を摘み上げて筋肉組織を説明している場面である。ここで博士の説明を聞く男性たちの中に医者はおらず、全員が街の名士であった。中央の人物が持つ書類は、彼らの名簿である。死体は矢作り職人アリス・キント Aris Kindt のもので、その日の午前、持凶器強盗の罪で絞首刑になった。オランダのデン・ハーグにあるマウリッツハイス美術館の所蔵。
従来の集団肖像画にない斬新な構図で若いレンブラントの名声を高めたが、そこに描かれた人物たちの視線は方々に散って一点に集まっておらず、纏まりや緊張感を表現できていないという評もある。

『フランス・バニング・コック隊長の市警団』、油彩、1642年、アムステルダム国立博物館。

#### フランス・バニング・コック隊長の市警団（夜警）
レンブラントの著名な作品として『フランス・バニング・コック隊長の市警団（夜警）』が挙げられる。画面が黒ずんでいることから夜の様子を描いたと考えられ付けられた名前だが、これはニスの劣化によるもので、実際には左上から光が差し込んでいる描写がある通り、昼の情景を描いている。この作品は『フランス・バニング・コック隊長の市警団』という題名であり、火縄銃手組合から依頼され、登場人物の各人が同じ金額を払って製作された。しかし各人が平等に描かれていない上、何も関係のない少女を目立たせたため物議をかもした。だがコック隊長は気に入り、絵画の出来栄えはレンブラントの評価を高めた。
この作品は現在ではアムステルダム国立美術館が所蔵しているが、1715年までは火縄銃手組合のホールにあった。その後、ダム広場の市役所に移されたが、非常に大きな絵であるため、壁に入りきらないとして周りをカットされてしまった。特に左側が大きく切られ、その部分のいずれも残っていないが、コック隊長が作らせた水彩の模写から構図を窺える。

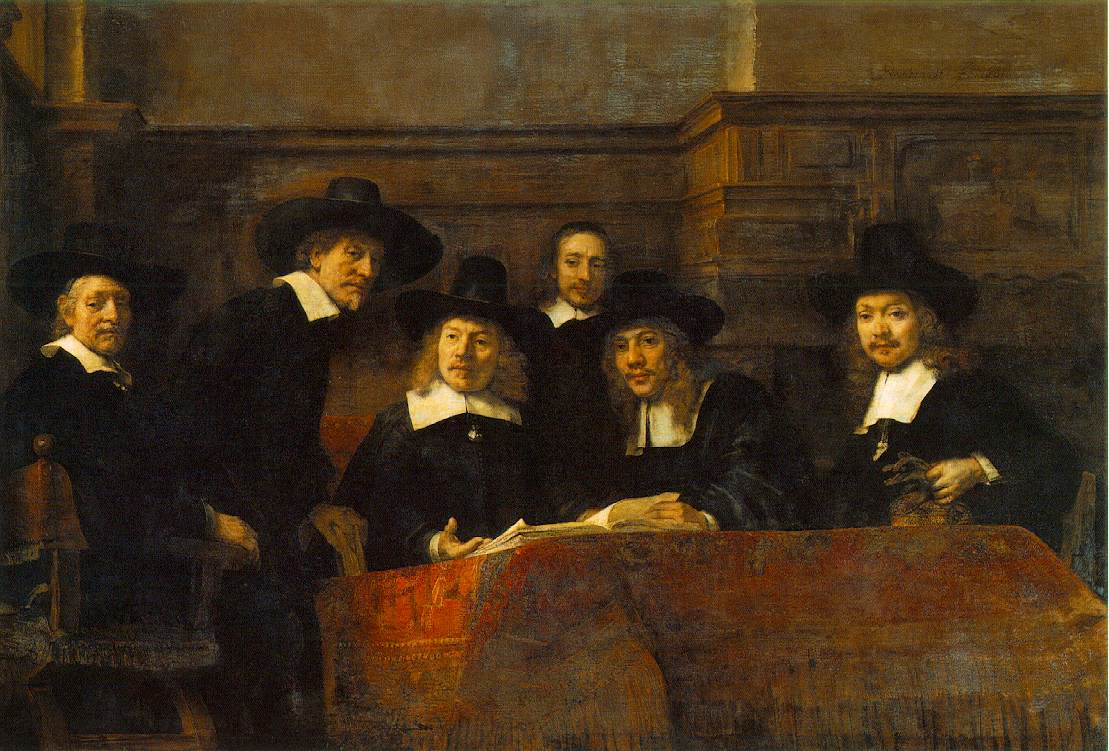
『布地商組合の見本調査官たち』、油彩、1662年。

#### 布地商組合の見本調査官たち
レンブラントが後期に描いた作品。ここには長年取り組んだ集団肖像画に対するひとつの回答があり、彼が求めた主題性・ドラマ性と人物の顔や視線を正面から描く肖像画の制約を両立させる工夫を施している。場面は、テーブルの上に置かれた書物を見ていた各人が、不意に部屋に入ってきた者に目を向けた瞬間を描いた。
この絵は布地商組合本部の会議室のやや高い場所に掲示された。手前に配されたテーブルが前面に出る遠近法を使い、部屋に入った者はこの絵から男たちの急に意識を向け見下ろした視線に晒される。そうして、幹部たちの威厳を強調することに成功している。

### 自画像

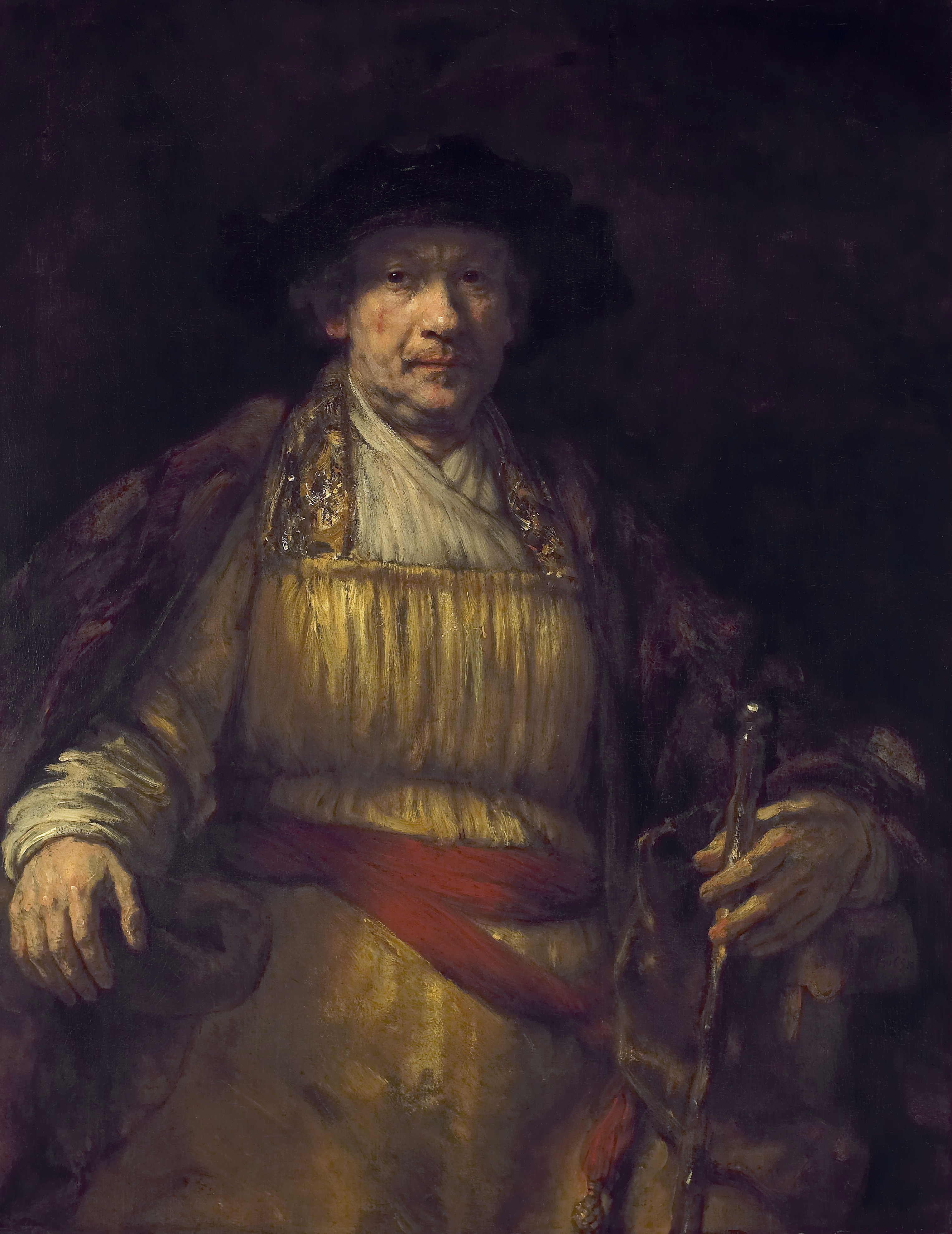
『自画像』、1658年、フリック・コレクション (ニューヨーク)。晩年の傑作であり、「彼の自画像の中で、最も穏やかで最も壮大な作品」と評される。

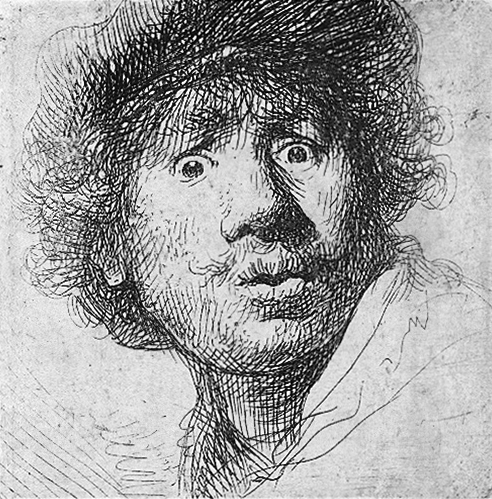
『帽子を被り眼を見開いた自画像』、1630年。エッチング。

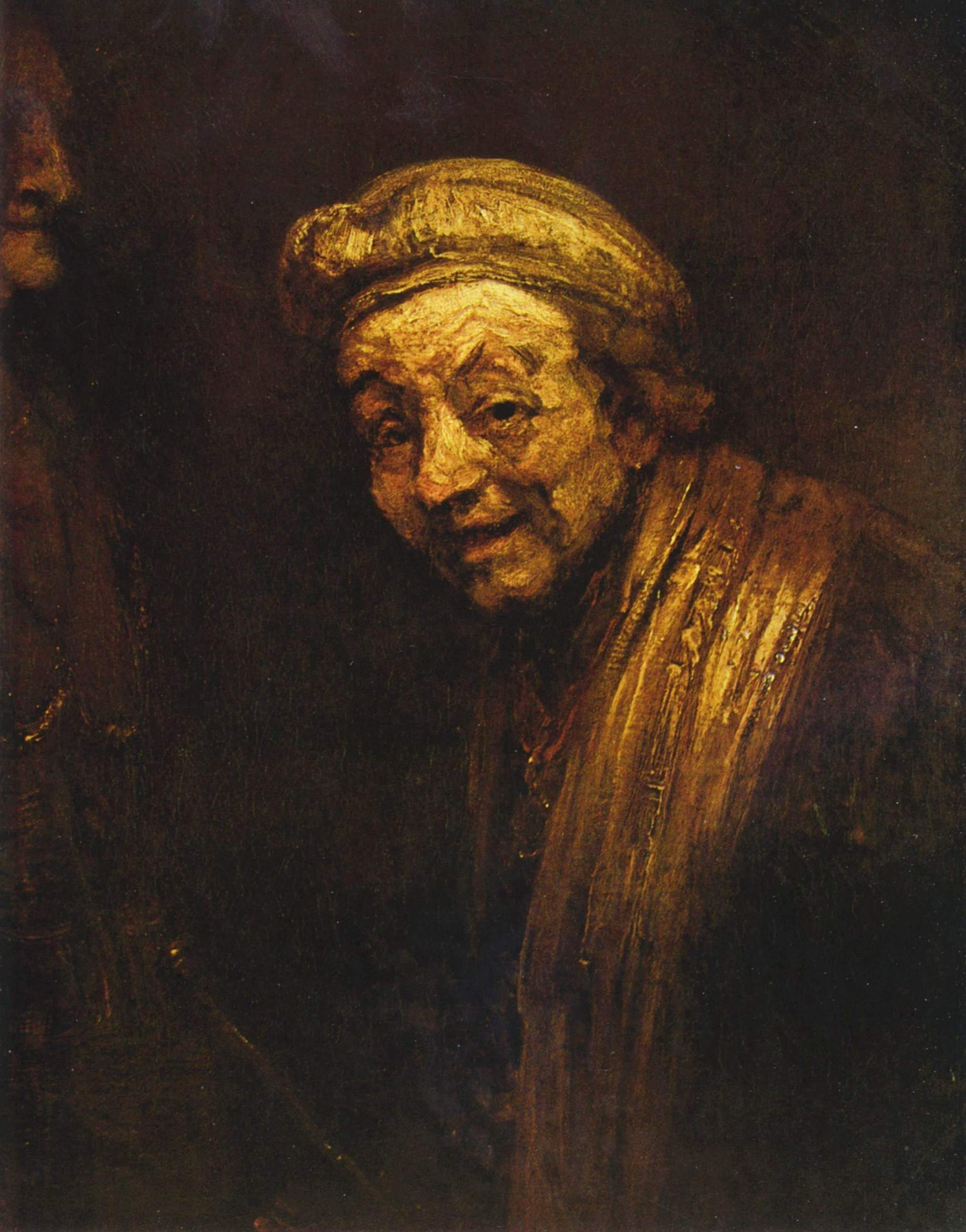
『ゼウクシスとしての自画像』、1665年-1669年、ヴァルラフ・リヒャルツ美術館。最晩年の自画像の1つ。

レンブラントは数多い自画像を描いている。当時、絵画は依頼に基づいて製作されたものが売買されており、画家の自画像などに買い手はいなかった。そのため彼は、基本的に絵の研究をするためにこれら自画像を描いていた。構図や表情の多様さや、色々な衣装などを纏った姿を使い、効果的な構図を探ったものと考えられる。
自画像には、前時代的な衣装を纏ったものや、わざと顔を歪めているものもある。また、未だ評価が定まらない若かりし頃から、肖像画家として大きな栄誉に輝いていた1630年代の頃、そして幾多の困難に遭いながらも非常に力強い姿を描いた老年期のものもある。彼の自画像は、その満ち足りた顔に示されるように、典型的な男性像を対象の外観から心理までに至るまで明瞭に描き出す。一般的な解釈では、これらの絵画は対象の個性や内省を探ったもので、傑出した芸術家が描く肖像画を欲しがる市場の要求に応えたものだったと見なされている。
1658年の自画像では、高い威厳を誇る姿と権威の象徴であるステッキを手に、玉座に座るポーズをイメージさせる。豊富な色彩を用いたこの自画像は、心理学的にさまざまな情報を提示する。
『キリスト昇架』『ヨセフの夢』『聖ステバノの殉教』など聖書物語を題材とする絵画においても、レンブラントは群集の中に自画像を含ませている。デュラハムは、レンブラントにとって聖書とは「日記のような、彼自身の人生の瞬間を記録したもの」と位置づけられていた、と述べた。
2020年7月28日には、個人蔵であった自画像一点がロンドンにおいて競売大手サザビーズで落札された。落札額は1450万ポンド（約19億7000万円）であり、レンブラントの自画像としては2003年に690万ポンドで落札された別の個人蔵の自画像を超え史上最高額となった。1632年末頃の作品で、彼は当時26歳で、アムステルダムで画家としての地位を確立し、初めて商業的な成功を収めていた。

## 画法

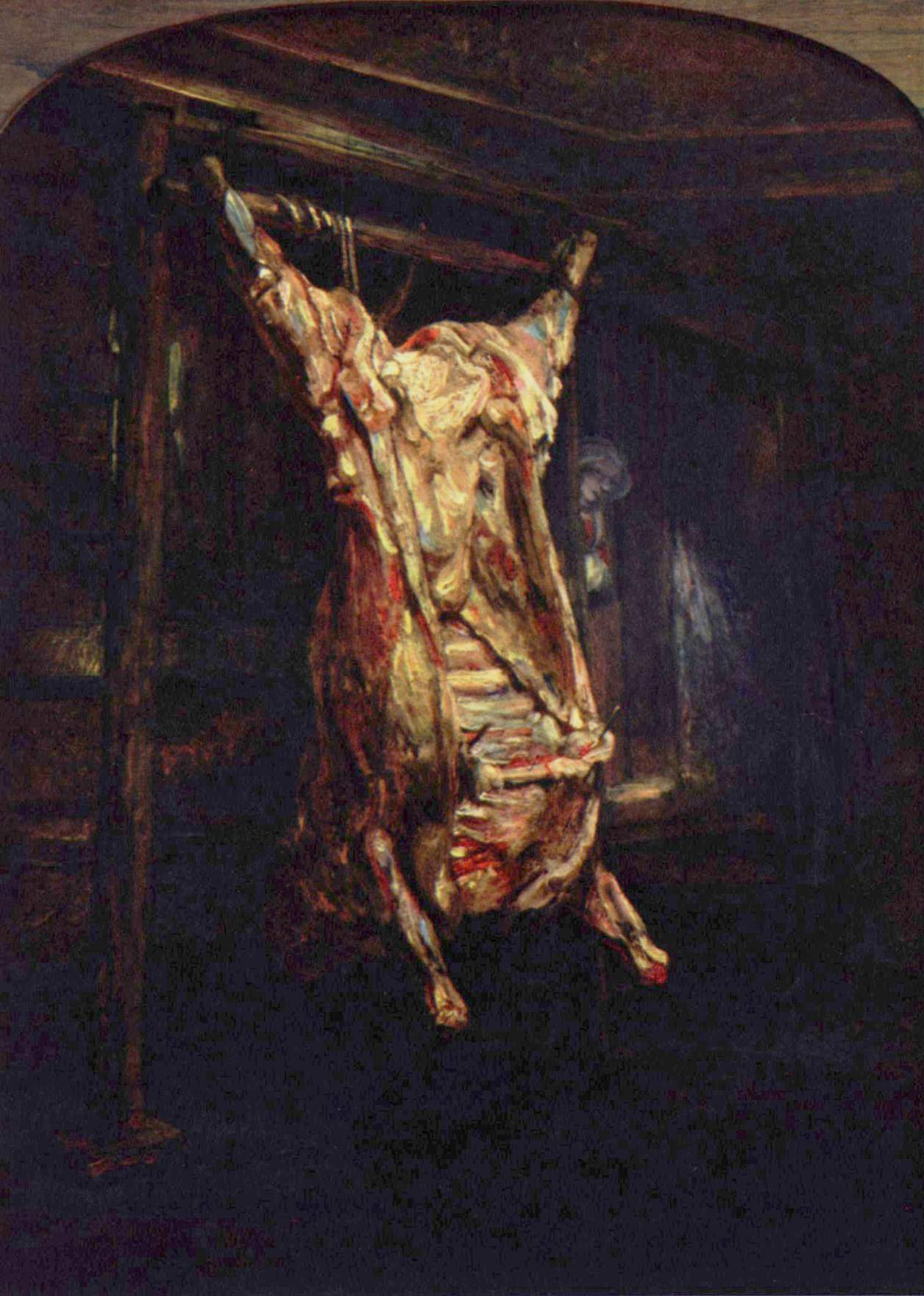
『屠殺された牛』、油彩、1655年、ルーヴル美術館。レンブラントが追い求めたメチエ（創造的な秩序を持つ技法を確立し、画家が獲得した表現様式）とリアリティを追求した結実のひとつ。

### 光と影を創り出す技法
ミケランジェロ・メリージ・ダ・カラヴァッジオの光と影を用いる演劇的表現であるキアロスクーロ、もしくはユトレヒト・カラヴァッジョ派の影響を色濃く受けつつも、それらを自らの技法として昇華した レンブラントは「光の魔術師」と呼ばれ、その異名が示す通り光をマッス（塊）で捉えるという独特の手法を編み出した。油彩では、仕上げ前の段階で絵全体に褐色など暗い色のグレーズをかけ、光が当る部分を拭き取る手法を用いた。
これはデッサンにおいてすでに見られる。数多く残された彼のデッサンは、素早く描かれた線に、木材のタール分から作られた ピスタで影をざっくりとつける。そのような方法で、輪郭線よりも対象の形態を重視した筆致に、陰影が逆につくる光の塊を纏わせるような表現を可能とした。この「光の量塊」表現がコントラストと緊張をもたらし、対象の心的状態までを描き出している。エッチングにおいては、細針とドライポイントを同時に使った緻密な線と強い線の両方を画面一杯に引き、やはり強いコントラストを生み出している。

### モデリング
油彩画では、鉛白を用いたグリザイユ技法で独特のマチエール（質感）を生むアンダー・ペインティングを施して下地にあらかじめ凹凸を設け、その上に描くことで独自のブラッシュ・ストローク（筆触・筆跡）を生み出している。このアンダー・モデリングと呼ばれる下地は、時に数cmも盛り上げられた。さらにレンブラントは絵の具そのものも置くように厚く塗ったため肖像画の「鼻が摘めた」という指摘も残っているが、この手法で絵画に質感を持たせ、遠目でも迫力を与えた。

### 描写

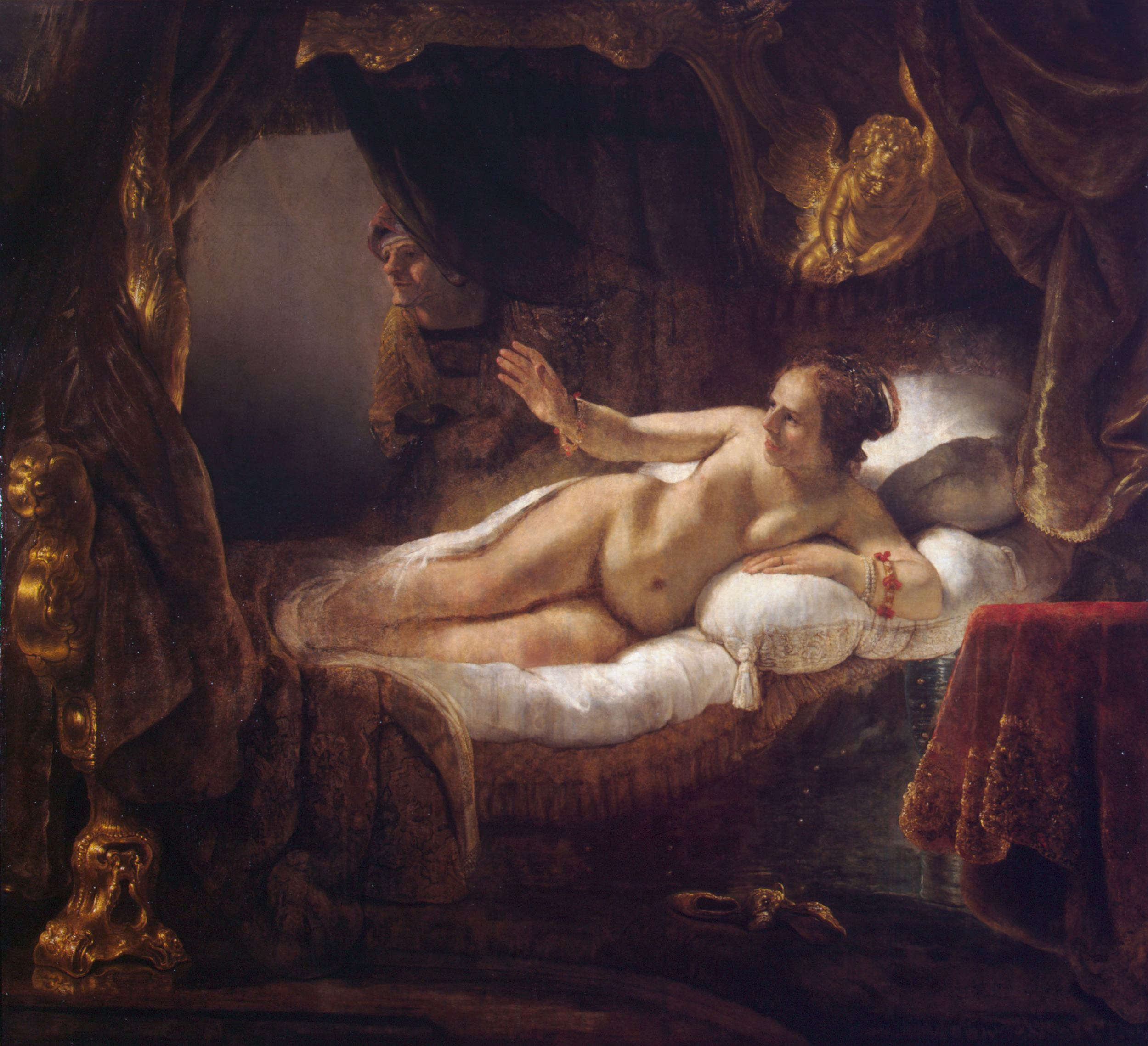
『ダナエ』、1636-1637年。レンブラントが初めて手掛けた等身大ヌード画。

ホイヘンスの手紙には、レンブラントが芸術活動を通じて到達したであろう高みについて説明した箇所がある。それは、「最も偉大で最も自然な動作」(de meeste en de natuurlijkste beweegelijkheid)と表現される。この「beweechgelickhijt」は「動作」ではなく「感情 」や「動機」を意味するのでは、という意見や、描いた対象が何であるかによって様々な解釈が行われたりする。しかしいずれにせよ、レンブラントが西洋芸術において、現実性と精神性を継ぎ目なく融合させた比類ない存在であることは疑いようがない。

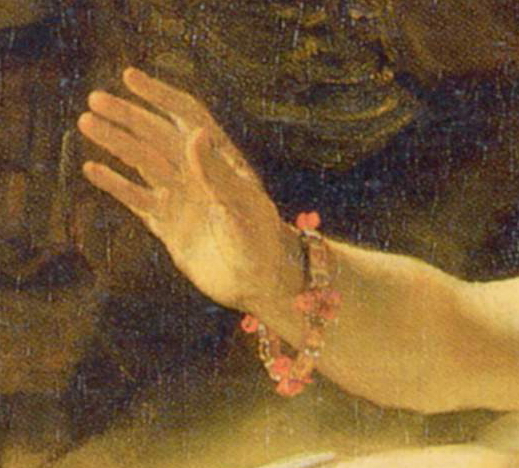
『ダナエ』の右手（拡大）。

彼は絵画中に描かれた人物の心象や情景を巧みに表現した。集団肖像画におけるドラマ性もさることながら、神話や伝説からモチーフを得た絵画でもこの表現法は生かされた。1636-1637年作の『ダナエ』は、ギリシア神話に登場する女ダナエーの許をゼウスが訪れる場面を描いている。この主題は何人もの画家が取り組んだが、それらはどれも多く描写される掌を上に向けたポーズで示されるように金の滴と化したゼウスをただ受容するだけのダナエーを描いた。レンブラントは、右の掌を前に向けたダナエーを描き、彼女に独立した人格と意識を与え、心情を表現した。X線分析によると当初この右手はもっと低い位置に手の甲を見せるように差し出して描かれていたが、製作途中で書き直されたことが判明した。また頭上の手を縛られた金色のクピドは、彼女が幽閉された状況を象徴している。

### 画材
紙
レンブラントは洋紙を好まず、亜麻布や大麻布のボロから手漉きで作らせた紙、雁皮紙などを使った。これは版画などにてインク吸収に優れた点を重視したと思われる。また、当時多く輸出されていた和紙も用い、100ギルダー版画『病をいやすキリスト』や素描など350点以上が残っている。
インク
レンブラントのデッサンには、セピア色の線がよく見られる。これはイカ墨を用いたインクで、レオナルド・ダ・ヴィンチも好んで使った。このイカ墨インクは「レンブラント・インク」とも呼ばれる。

## レンブラント工房

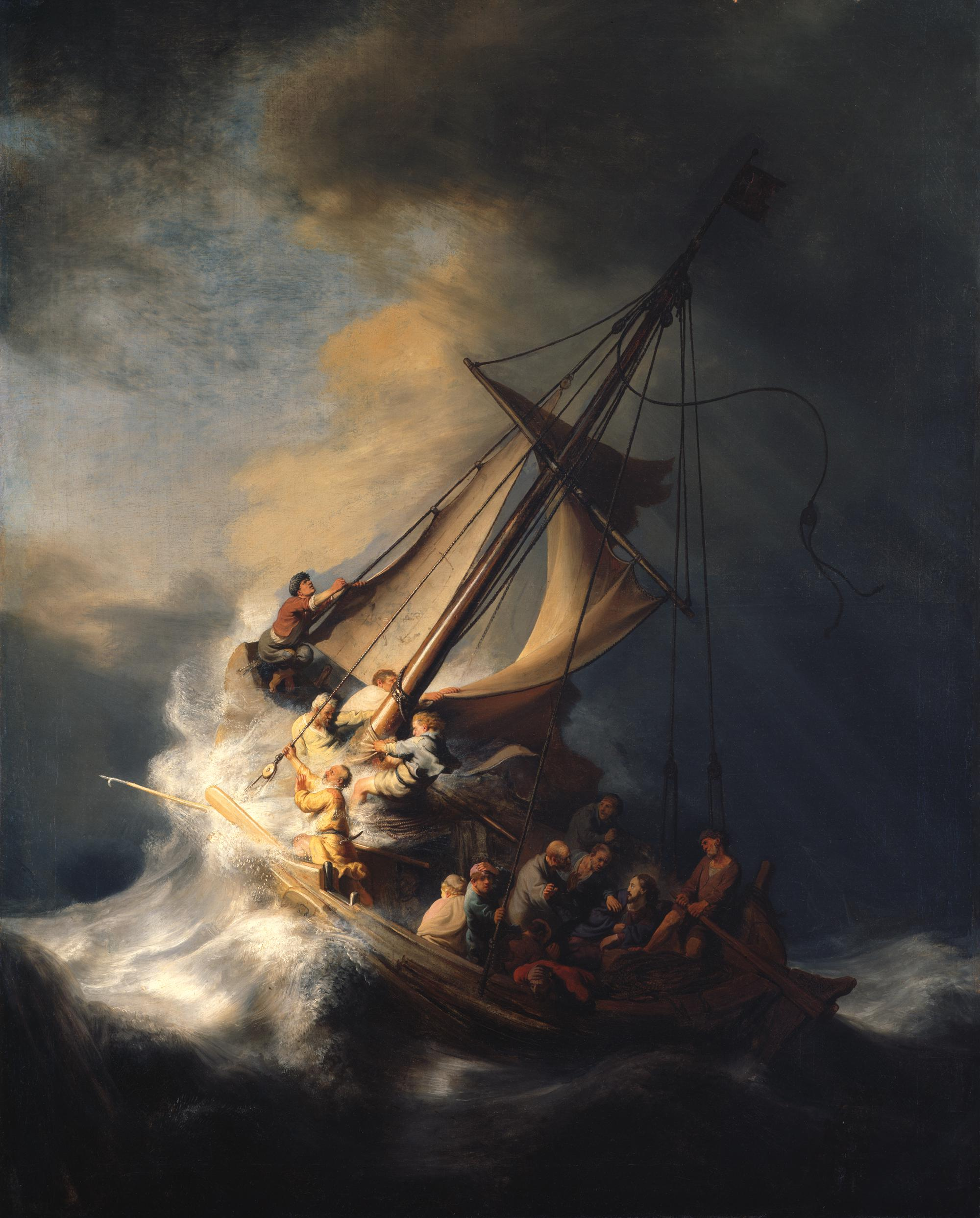
『ガリラヤの海の嵐』、1633年、油彩。この絵画は1990年に所蔵していたイザベラ・スチュワート・ガードナー美術館から盗まれ、行方不明のままである。

高い名声を得たレンブラントは大きな工房を運営し、多くの弟子を抱えたことで知られる。そのほとんどが強い影響を受けた。そのため、スタジオで製作した作品や、後援者が望んだレンブラント風絵画や、たんに複製した作品などが混在する状況となり、その差異を判断することが難しくなった。
レンブラントの弟子には、以下の人物もいる。
アドリアーン・ブラウエル、
ウィレム・デ・ポールター、
ヘラルト・ドウ、
ホーファールト・フリンク、
フェルディナント・ボル、
ヤン・フィクトルス、
ヘルブラント・ファン・デン・エークハウト、
フィリップス・コーニンク、
カレル・ファブリティウス、
ユルゲン・オーフェンス、
サミュエル・ファン・ホーホストラーテン、
Christopher Paudiß、
ウィレム・ドロステ、
Hendrick Fromantiou、
Jacob Levecq、
ニコラース・マース、
ハイマン・デュラート、
アールト・デ・ヘルデル、
ゴドフリー・ネラー
工房で同一のモデルを異なる方向から描いたレンブラントの『腰掛けた裸婦』（シカゴ美術館蔵）とアールト・デ・ヘルデルの『腰掛けた裸婦』（ロッテルダム、ボイマンス・ヴァン・ベーニンゲン美術館）がある。

## レンブラント研究プロジェクト
20世紀初頭、レンブラントの作品は約1000点が伝わっていたが、それらには常に真贋問題がつきまとっていた。中には2枚の真作エッチングを合成して1枚の贋作を作った例まであった。1968年、オランダの応用化学研究機構 (Netherlands Organization for the Advancement of Scientific Research, TNO) が出資したレンブラント研究プロジェクト(en)が立ち上げられた。数々の作品をレンブラントの真筆とする信頼できる再評価を下すため、美術史家班は他分野の専門家からの協力を得て、最先端の技術診断を含む可能な限りの手段を用い、彼の絵画を収めた新しいカタログ・レゾネを完成させようとした。
パネルの年輪年代学や他の物理・化学的分析ではほとんど贋作判定はできず、逆に18-19世紀の絵ではと考えられていたものが17世紀の絵だと判明するケースもあった。威力を発揮した手法は、X線撮影によって下絵から書き進む段階を明瞭にし、それらを基に図像学や美術史家が考証を行うという分析であった。絵の具の塗り方にむらや不必要な筆跡などが多く見られるものはレンブラント風を意図的に作ろうとしたものであったり、また下書きがまだ乾かないうちに本塗りがされたために不規則なひびが入っているものなどが贋作判定の例となった。これらを通じ、彼の真作による絵画は約300に絞られた。ただし、この判断には段階が設けられ、「真作の可能性が高い (very likely authentic)」「真作の可能性がある (possibly authentic)」「真作の可能性が低い (unlikely to be authentic)」という評価がそれぞれに与えられている。

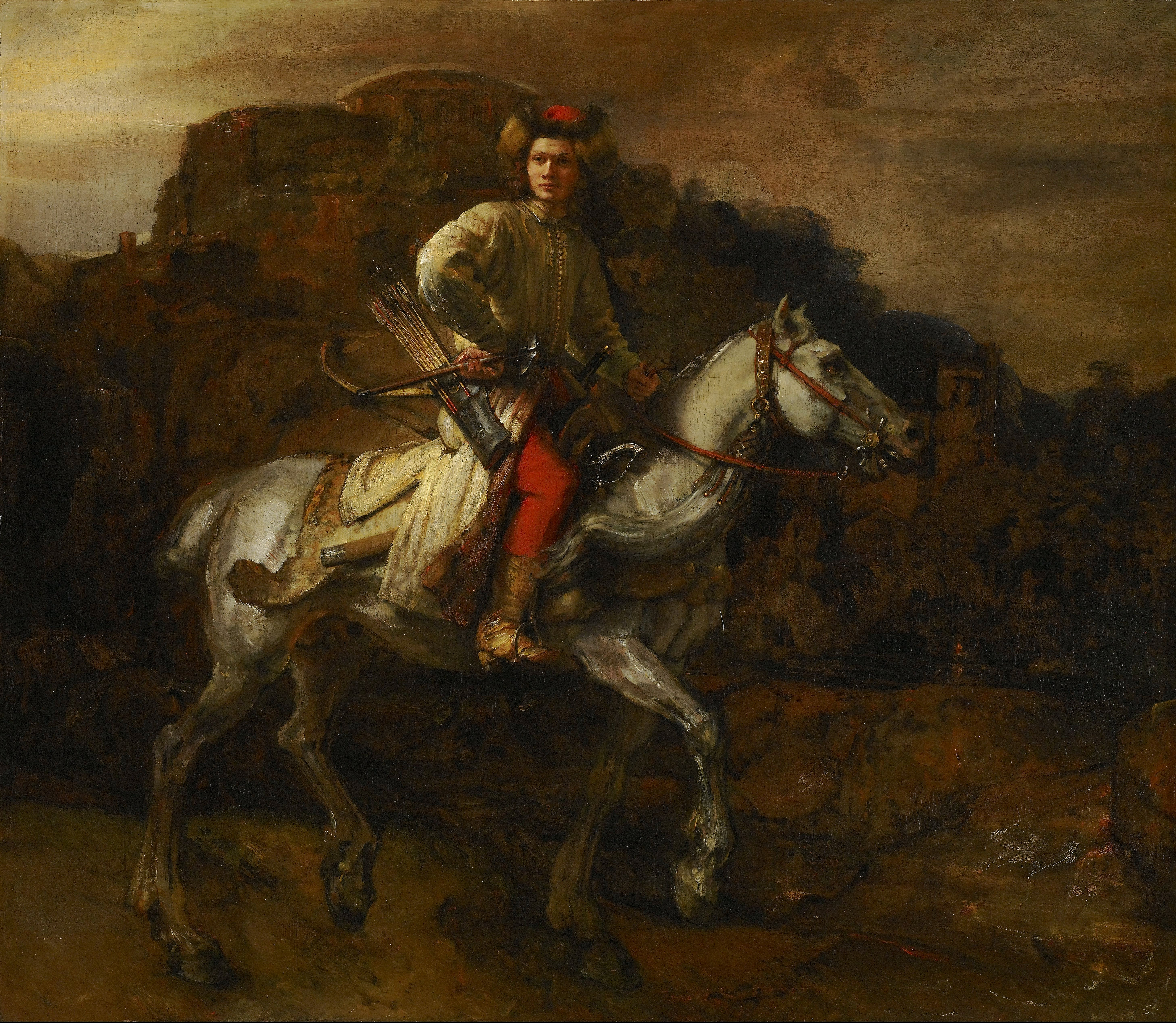
『ポーランドの騎手』。馬に乗ったリソフチツィ(en)を題材に描いたこの絵に関して多くの議論がある。この人物は、リトアニアの大法官(en)であるマルクジャン・アレクサンドラ・オギンスキ(en)（1632年-1690年）を描いたと言われる。.

例えば、ニューヨークフリック・コレクションの『ポーランドの騎手』は以前からジュリウス・ヘルドら多くの学者によって信憑性に疑問が呈され、研究プロジェクトのジョシュア・ブリュン博士もレンブラントの最も才能溢れながらあまり知られていない門下生ウィレム・ドロステの作品だと考えた。蒐集したヘンリー・フリックは、視認できるサイン「Rembrandt」（レンブラント）の前には、「attributed to」（…の所有物）も「school of」（…門下）も見えないとして、自身の意見を変えることはなかった。その後、サイモン・シャーマ(en)は1999年の著作『レンブラントの目』でフリックを支持し、プロジェクトのエルンスト・ファン・デ・ウェテリンク教授も1997年のメルボルン・シンポジウムで真作説に賛同の意を述べた。多くの学者は、出来栄えが不規則である点から、各部分を複数の人物が描いたものという意見を受け入れている。

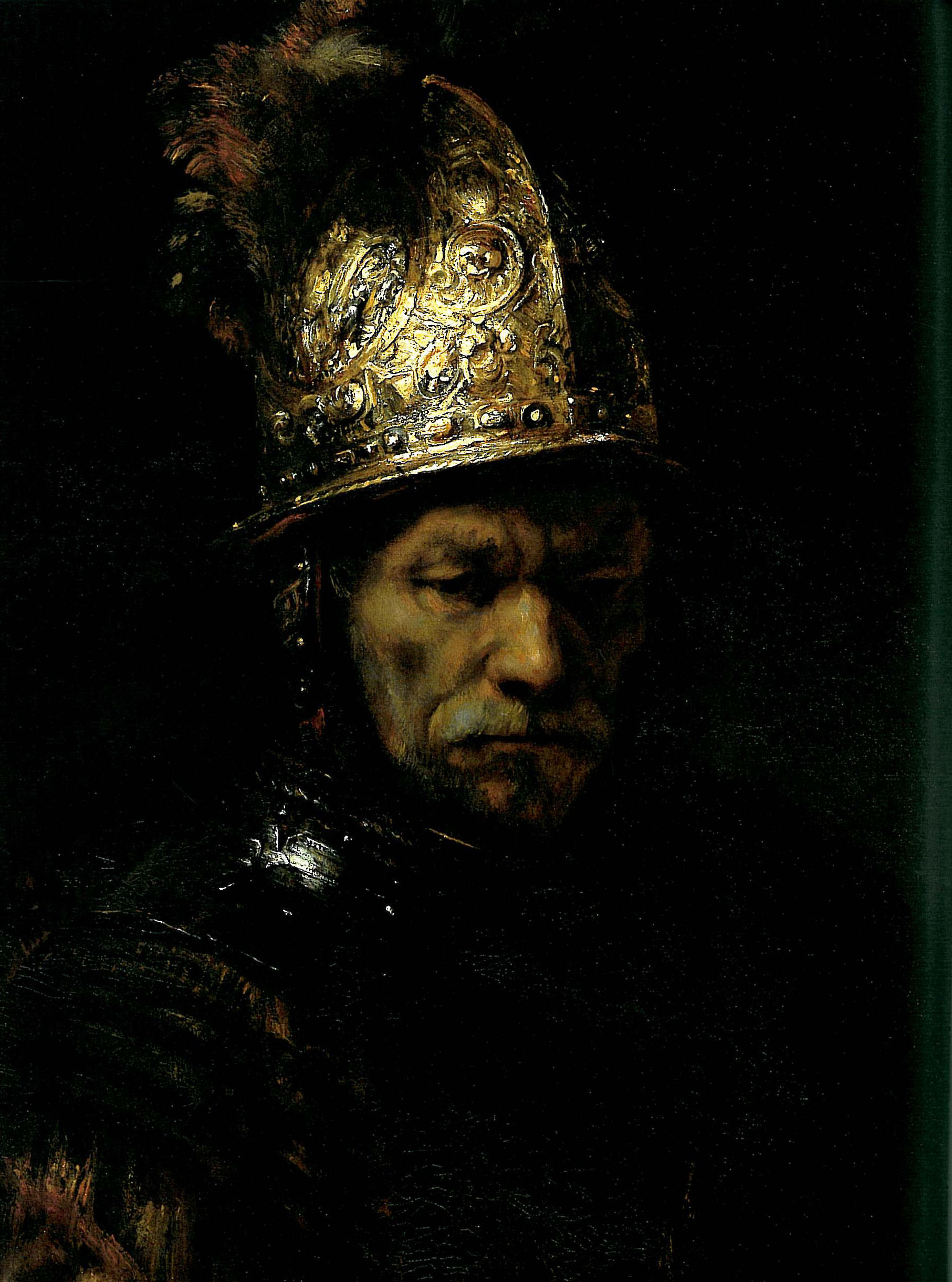
『黄金の兜をかぶった男』ベルリン。最も有名なレンブラントの肖像作品の一つであったが、この絵画は彼のものとは見なされなくなった。

『手を洗うピラト』もまた疑いを持たれた作品である。これは1905年には疑問が呈されており、ヴィルヘルム・フォン・ボーデはこの作品を指してレンブラントにしては「どこかおかしな仕事」と述べた。科学的な分析が1960年代から行われ、これはいずれかの弟子、おそらくはアレント・デ・ヘルダーが描いたものと推測された。構成こそ表面的にはレンブラントの作品との類似性を帯びているが、特徴である明暗やモールディング技法の表現性には欠けていた。
レンブラントの版画は一般にエッチングと纏められているが、ほとんどはエングレービングであり一部にドライポイントがある。これらの真作は300点を下回った。レンブラントは生涯に2000以上の素描を残したと伝わるが、現存する点数はこれを下回る。二組の専門家チームの発表によると、署名の状態から確かに彼の絵画であると言い切れるものは約75点にとどまるというが、これは議論の的となっている。このリストは、2010年2月に行われた学術会議で公表された。
レンブラントの自画像は90点あると考えられていたが、後に練習のために弟子に模写させたものが含まれていることが分かった。現在では40数点の絵画と若干数の素描、そして31点のエッチングと学術的に判断され、外されたものの中には代表作と見なされていた作品もあった。
その後も真贋判定は続けられている。2005年、弟子作と考えられていた4点の油彩がレンブラント本人の作品という判定がなされた。これらは『Study of an Old Man in Profile』『Study of an Old Man with a Beard』（2点ともアメリカの個人が所有）、『Portrait of an Elderly Woman in a White Bonnet』（1640年作）、『Study of a Weeping Woman』（デトロイト美術館蔵）である。
レンブラント工房の体制が真贋判定の難しさを生んでいる。先人の工房も同様ではあるが、レンブラントは弟子たちに彼の絵をよく模写させた。そしてそれらに仕上げや修正を施し、真作または正式な複製として販売していた。さらに、レンブラントの絵画形式は決して難しいものではなく、才能ある弟子ならば模倣が可能であった。さらにこの問題を複雑にした背景には、レンブラント自身の製作には品質的にぶれがあり、また頻繁に絵画形式を変化させたり実験を試みたりしたことがある。彼の作品には後に贋作が作られることがあった。また、真作の中にもひどい損傷を被ったものもあり、本来の状態をよもや認識できない作品もある。

## 署名の変遷

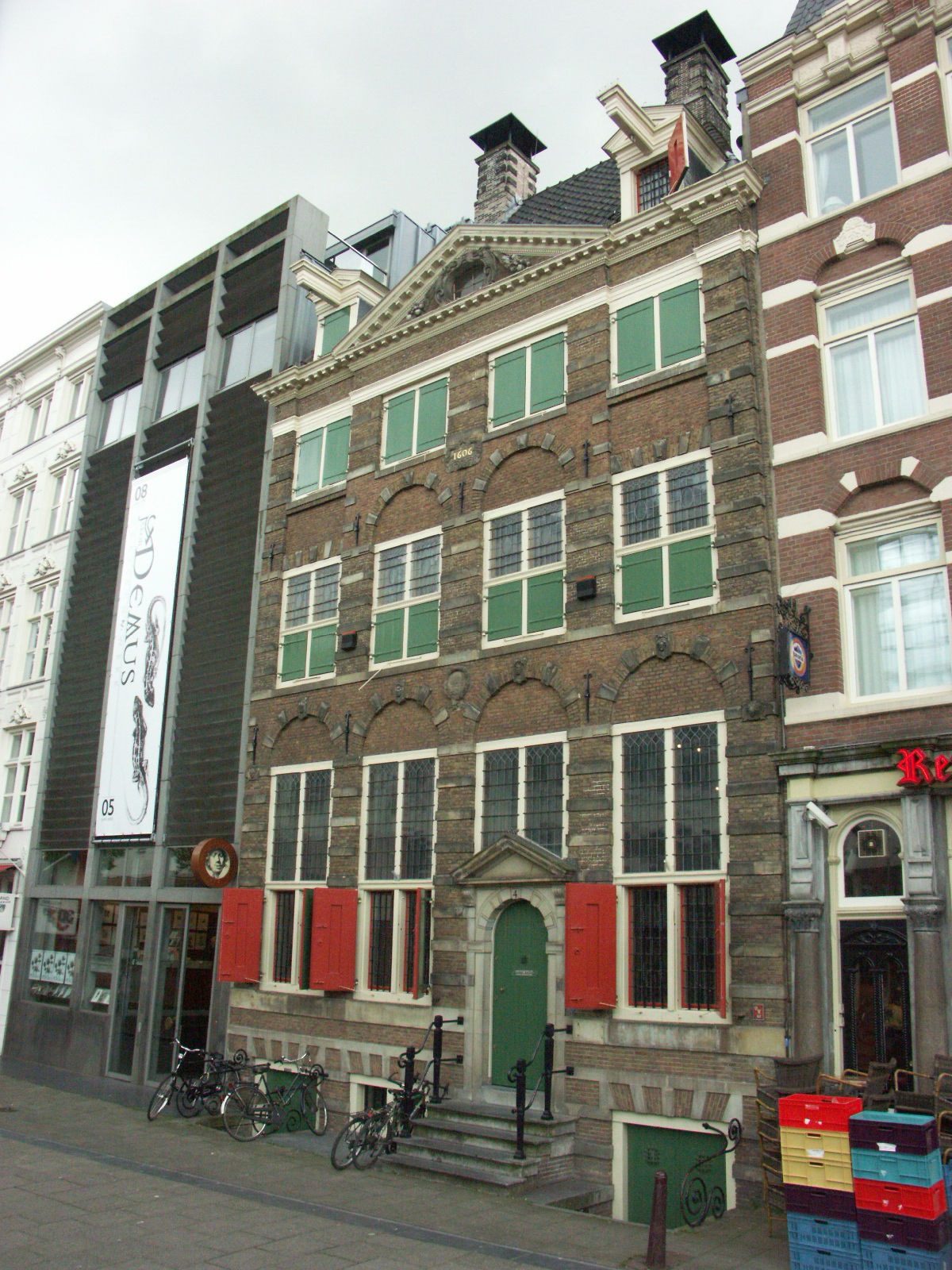
アムステルダムのレンブラントの家。現在は博物館(en)になっている。

1633年にレンブラントは、署名を芸術家らしく「Rembrandt」というファーストネームだけの署名に変更した。大まかな経緯は、1625年頃の初期に彼はイニシャルの「R」またはモノグラムの「RH」（「Rembrant Harmenszoon‐ハルマンの息子レンブラント」の略）を使用していたが、1629年からはおそらくライデンの頭文字であろうLを加え「RHL」を使うようになった。これは1632年初期頃まで用いられたが、やがて父称を加えて「RHL-van Rijn」とするも、同年中にはファーストネームのみを本来のスペルである「Rembrant」へ変えた。1633年、彼は何らかの意図をもってこれにdを入れた小変更を施して「Rembrandt」とし、以後このサインを使い続けた。この改訂は表示だけのもので、名前の発音まで変えるものではなかった。このdを加えたサインは数多い絵画やエッチングに用いられたが、同時代に作成された書類にはdがない名前が使われた。ファーストネームだけを署名に用いる彼のこのような取り組みは、後にフィンセント・ファン・ゴッホも行った。これらは、ラファエロやレオナルド・ダ・ヴィンチ、ミケランジェロらファーストネームだけで認知される先人に倣ったものと考えられる。

## レンブラントの眼の秘密

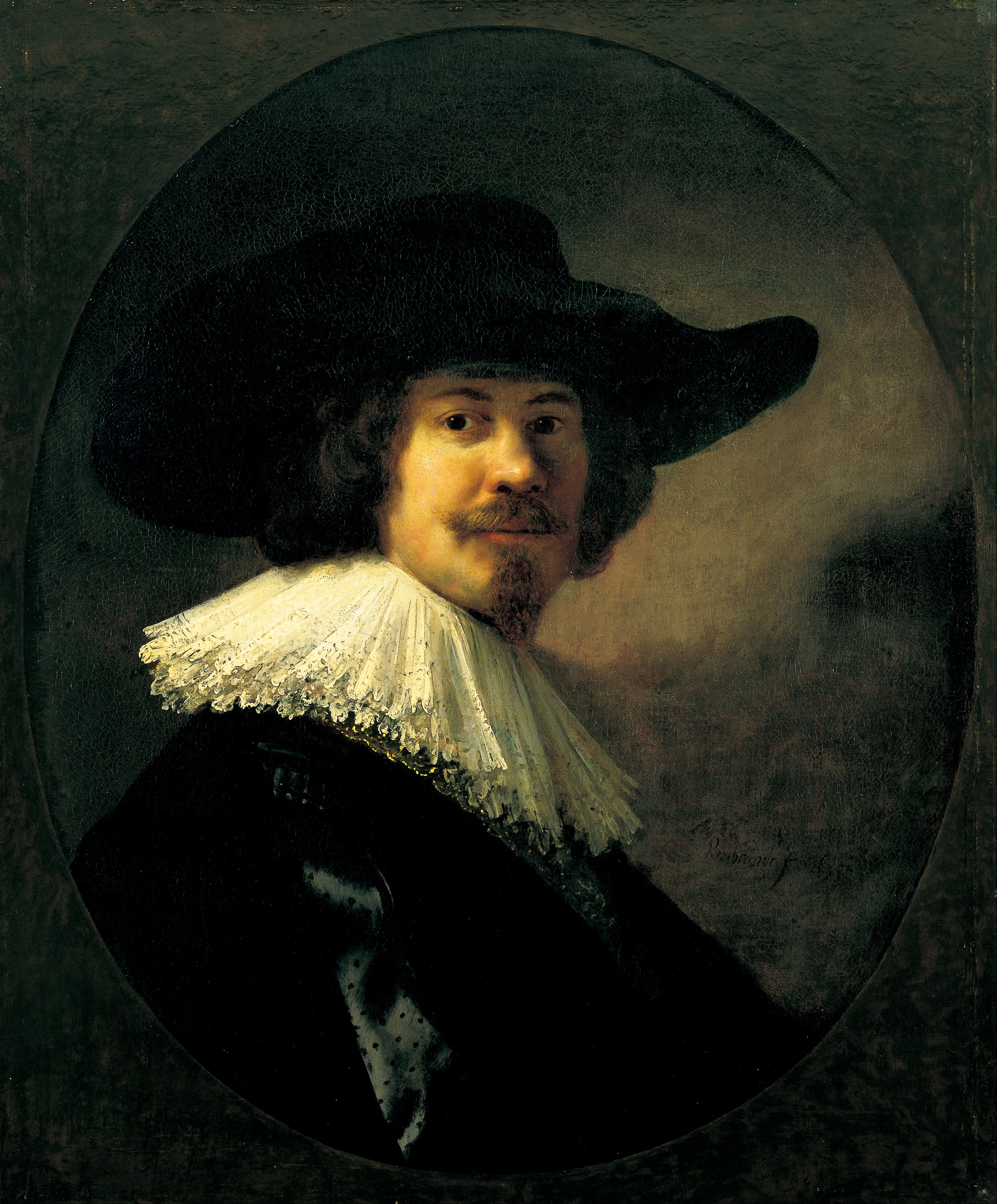
『広つば帽を被った男』油彩、1635年

2004年、ハーバード大学医学大学院の神経科学教授マーガレット・S・リビングストンは、レンブラントは視覚の焦点を正確に結べない立体盲であったという短い論文を発表した。これはレンブラントの自画像36点を研究した結果で、彼は両眼視に難を抱えていたために脳が自動的に片目だけで多くの視覚的機能を果たすよう切り替わっていたという。レンブラントはこの障碍があったがために、平面を視認する感覚を獲得し、二次元的なキャンバスを作り出すに至った可能性がある。リビングストンによると、これは画家にとって利点になるもので、「絵画教師はたまに、生徒に片目を瞑って平面を視認するよう指導することがある。したがって、立体盲は決して欠点にならず、画家によっては資産にもなりうる」と述べた。

## 作品を所蔵する美術館
レンブラントの代表的な作品は『夜警』『ユダヤの花嫁（イサクとリベカ）』などがあるアムステルダム国立美術館、デン・ハーグのマウリッツハイス美術館、サンクトペテルブルクのエルミタージュ美術館、ロンドンのナショナル・ギャラリー、ベルリンの絵画館、ドレスデンのアルテ・マイスター絵画館、パリのルーヴル美術館、他にニューヨーク、ワシントンD.C.、ストックホルム、カッセル等にある。
日本国内にあるレンブラントの作品としては、『広つば帽を被った男』がDIC川村記念美術館(2025年3月31日にて休館予定)に展示されている。

## ギャラリー

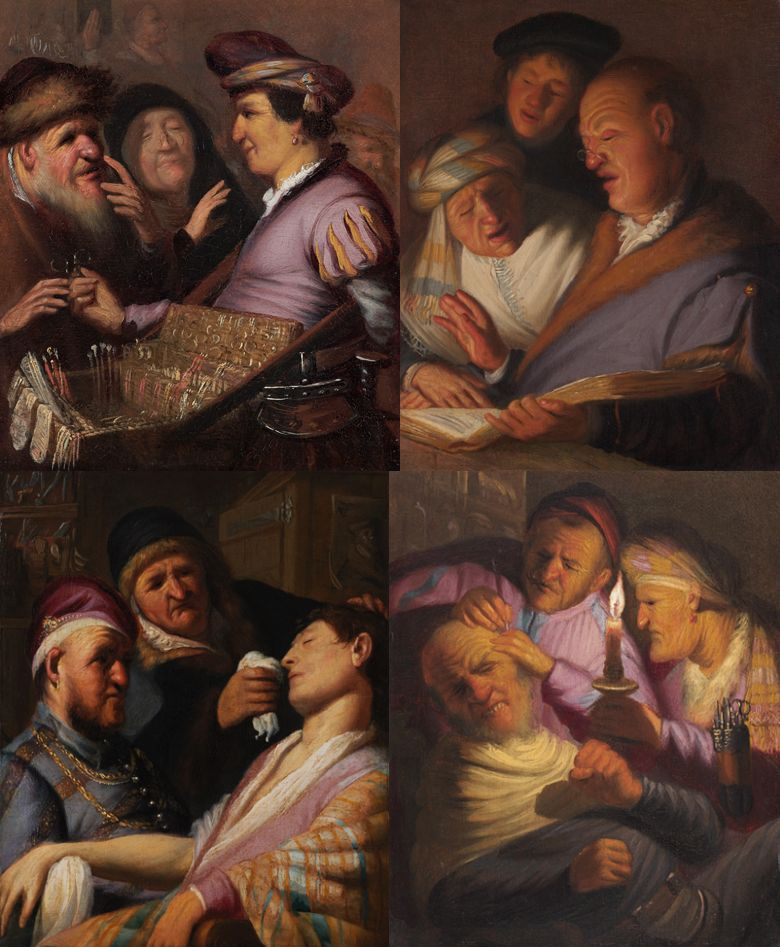
連作『五感（1624‐1625年）』
- 『眼鏡売り（視覚の寓意）』
- 『3人の歌い手（聴覚の寓意）』
- 『失神した人（嗅覚の寓意）』
- 『手術（触覚の寓意）』
味覚の寓意は行方不明。

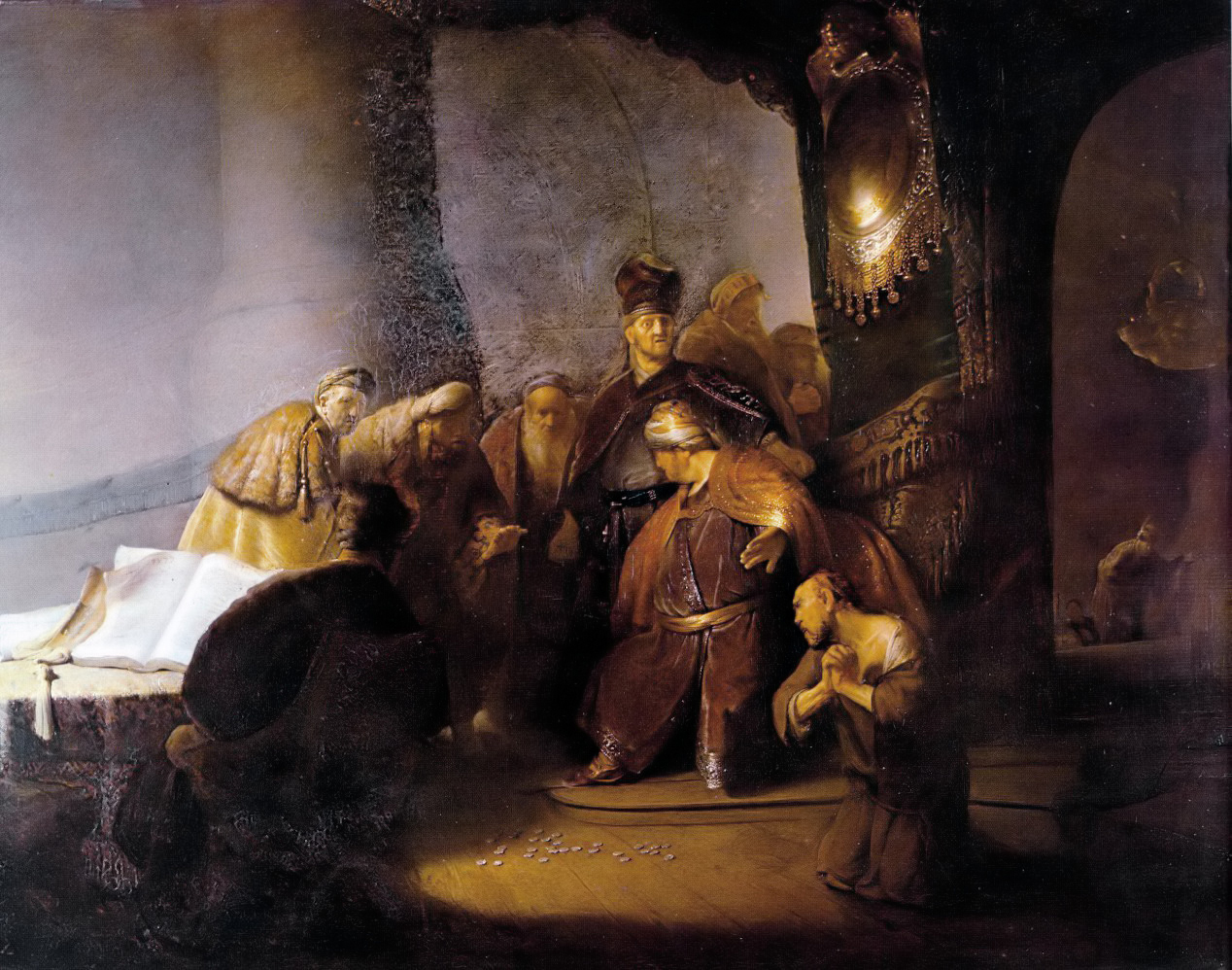
『銀貨30枚を返すユダ』1629年 ノース・ヨークシャー、マルグレイブ城所蔵
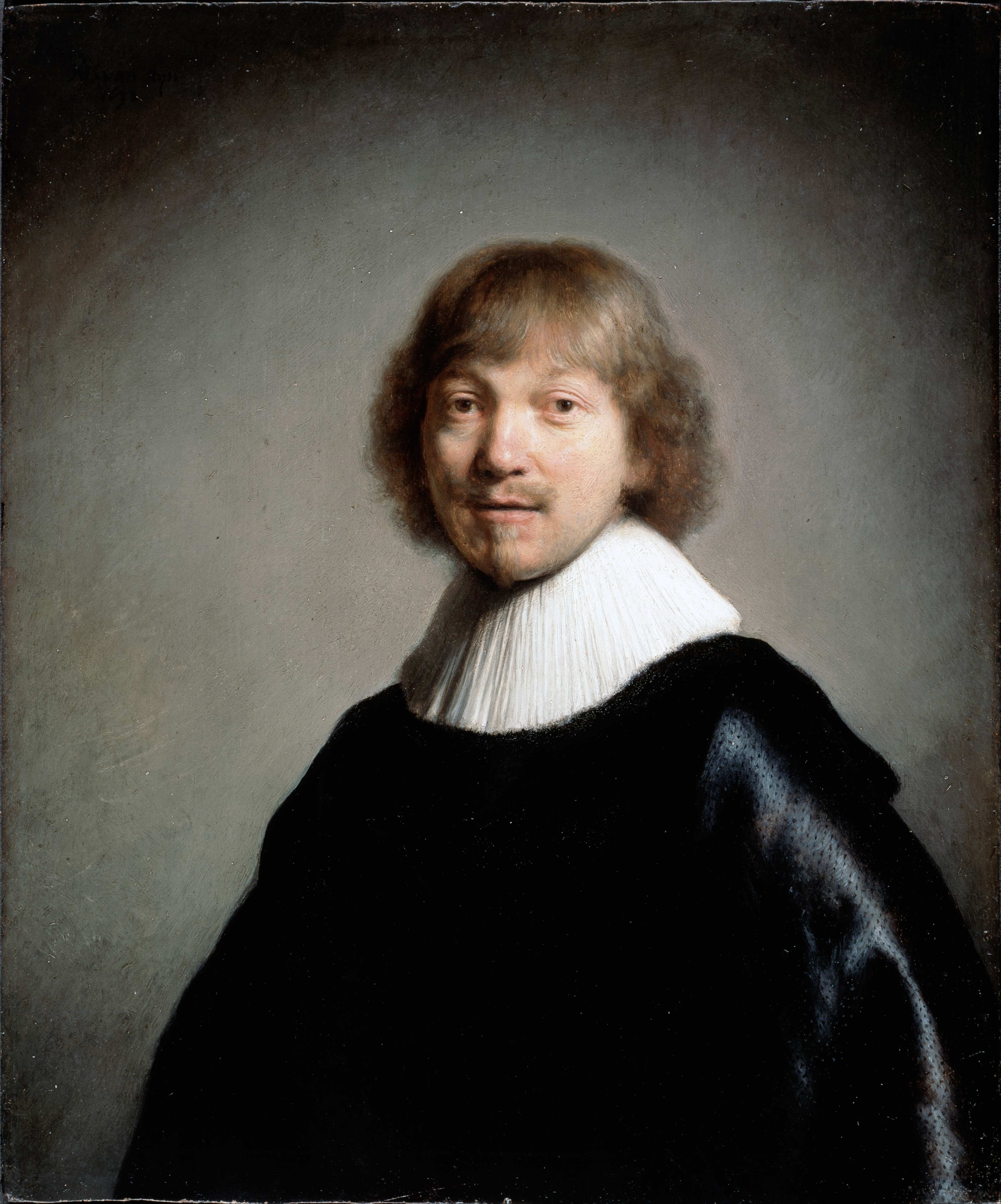
『ヤーコブ・デ・ヘイン3世の肖像』1632年 ダリッジ美術館所蔵
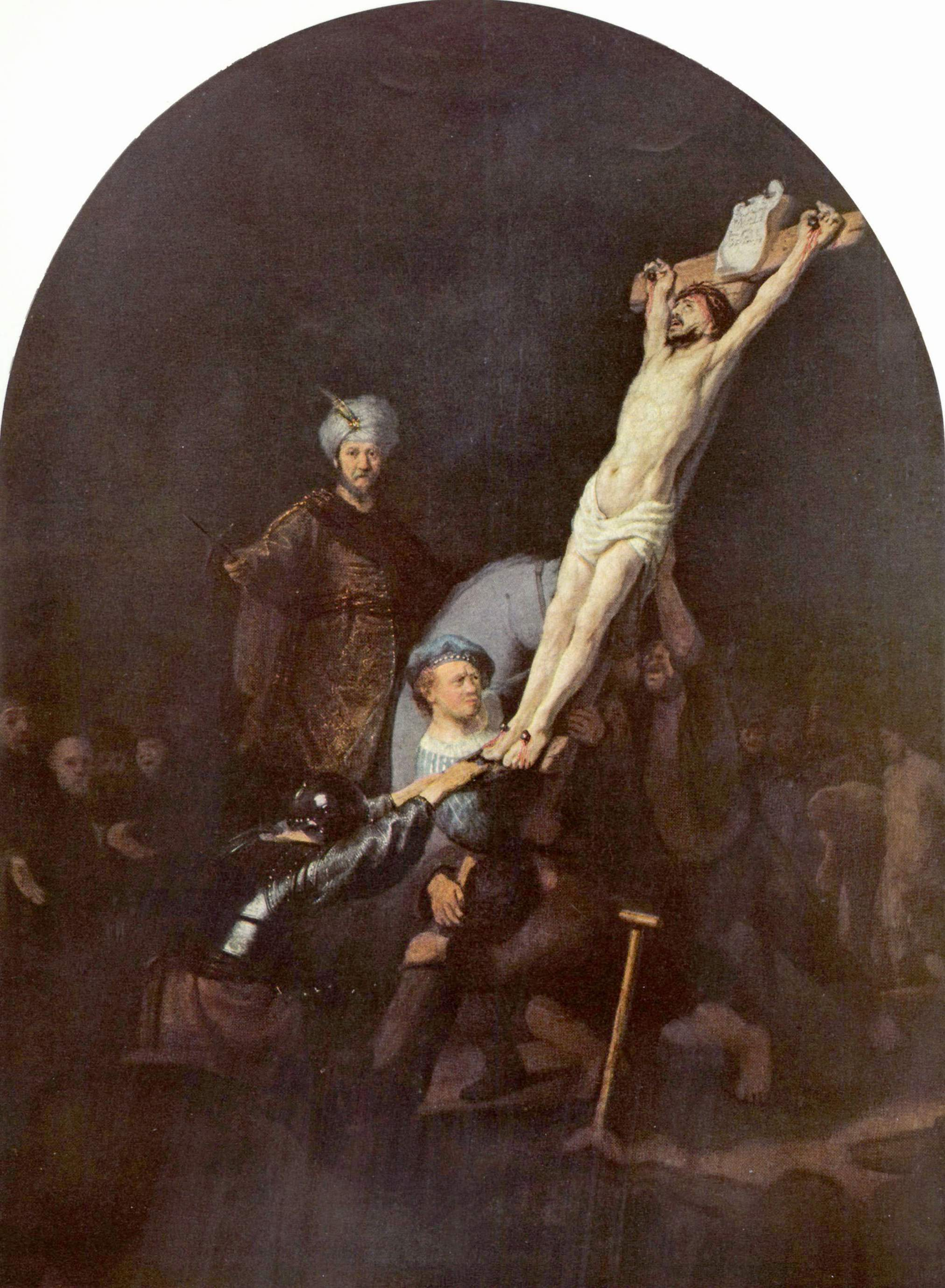
『キリスト昇架』1634年頃 アルテ・ピナコテーク所蔵
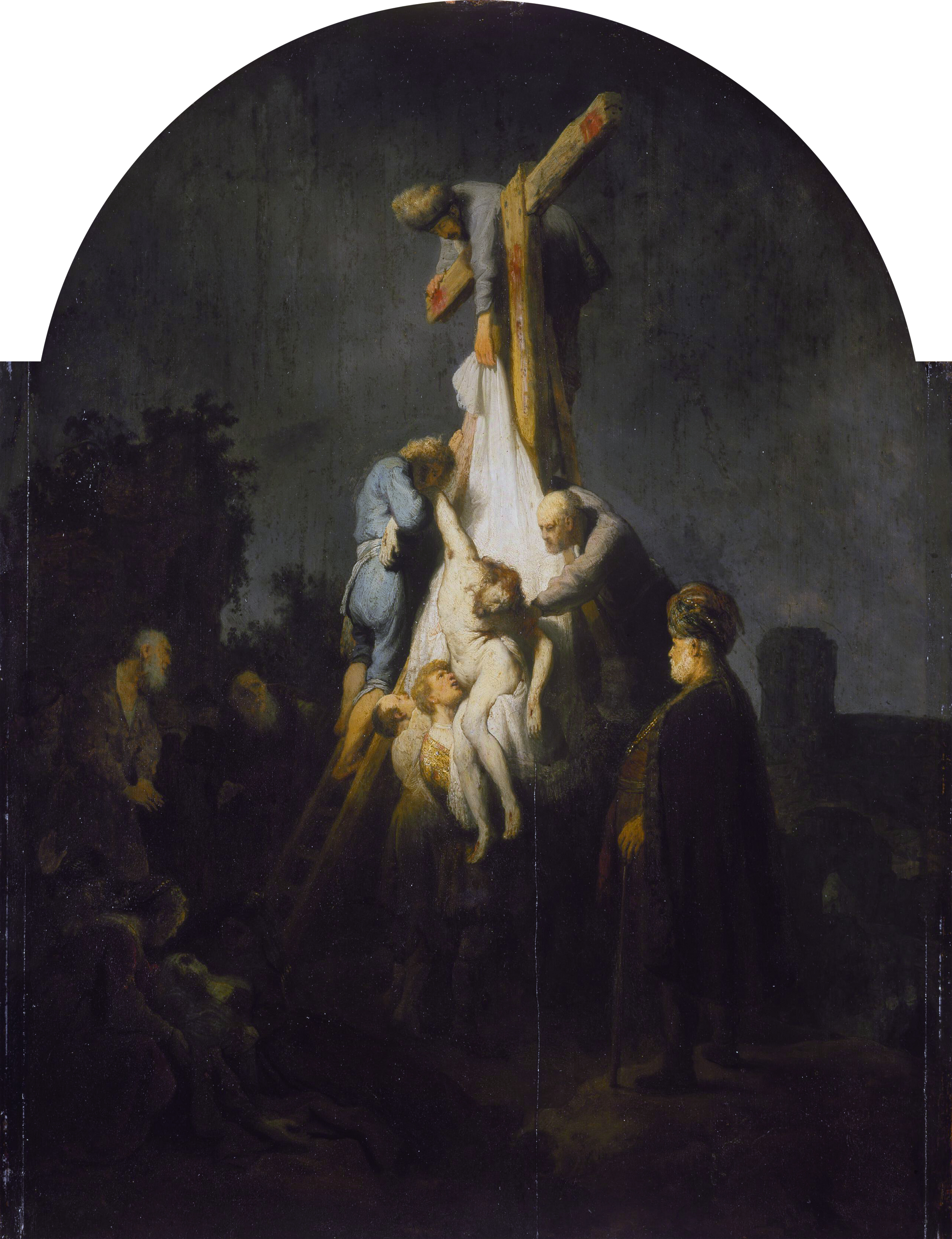
『キリスト降架』1634年頃 アルテ・ピナコテーク所蔵
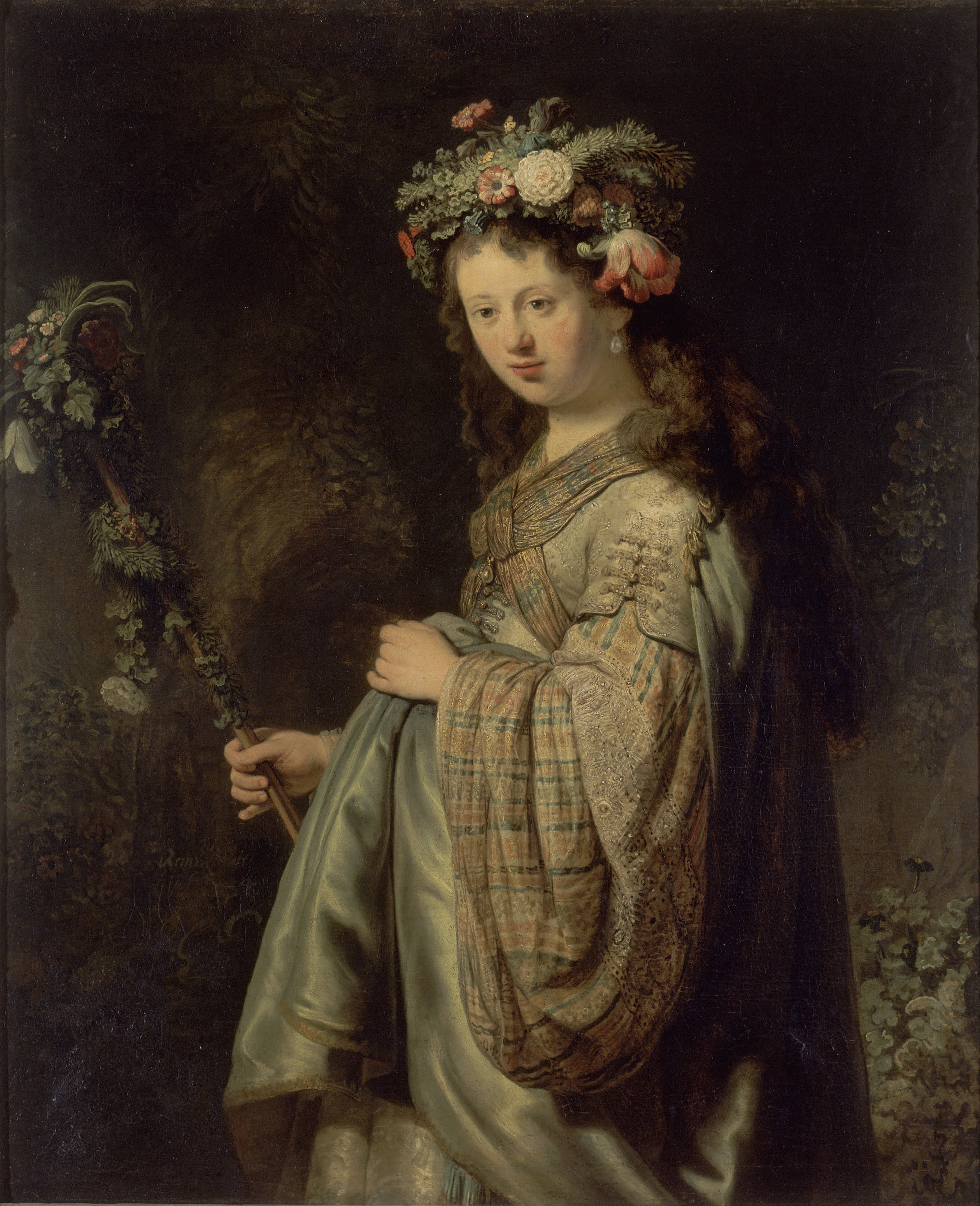
『フローラに扮したサスキア』1634年 エルミタージュ美術館所蔵
『ホロフェルネスの饗宴におけるユディト』1634年 プラド美術館所蔵
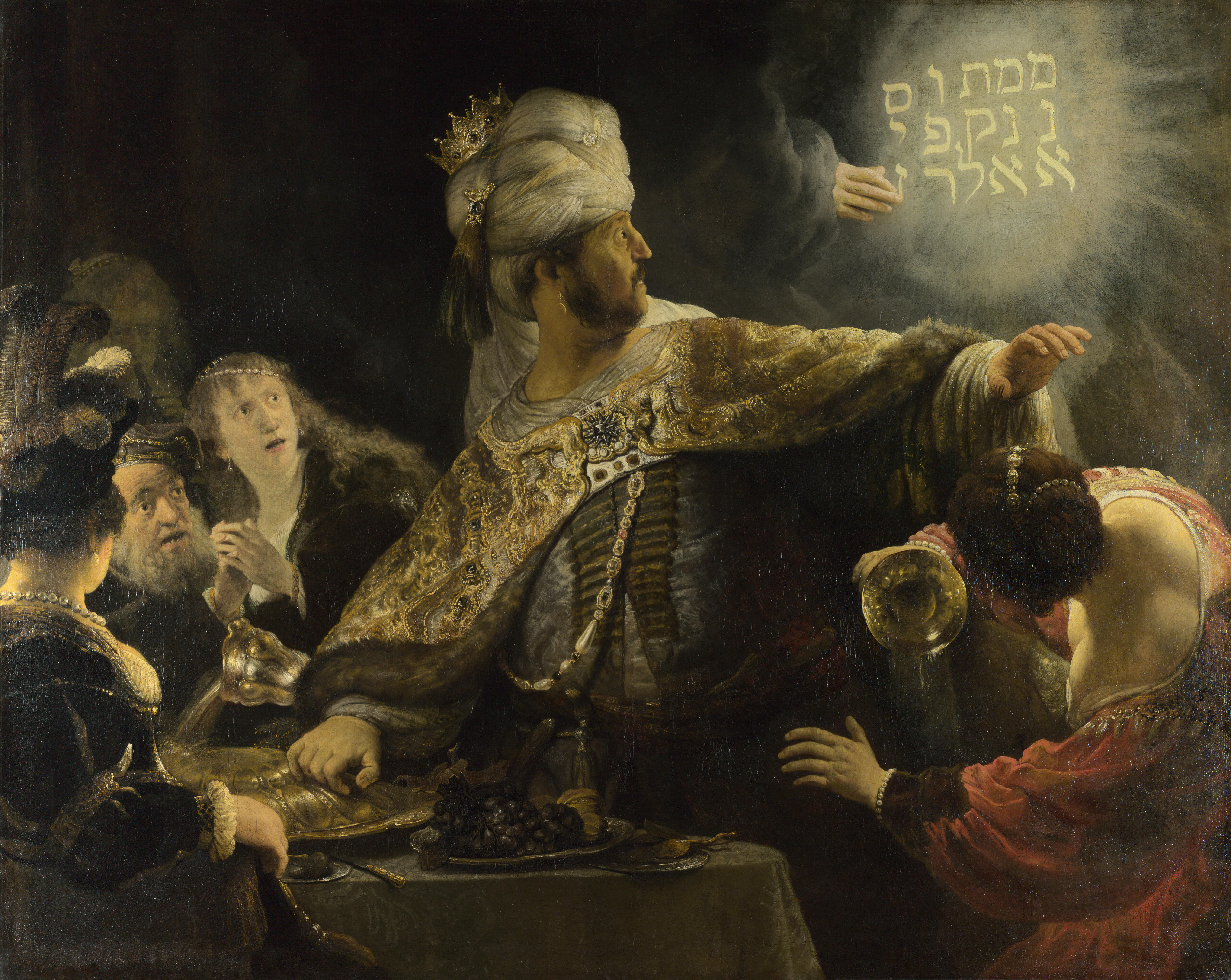
『ベルシャザルの饗宴』1635年頃 ロンドン・ナショナル・ギャラリー所蔵
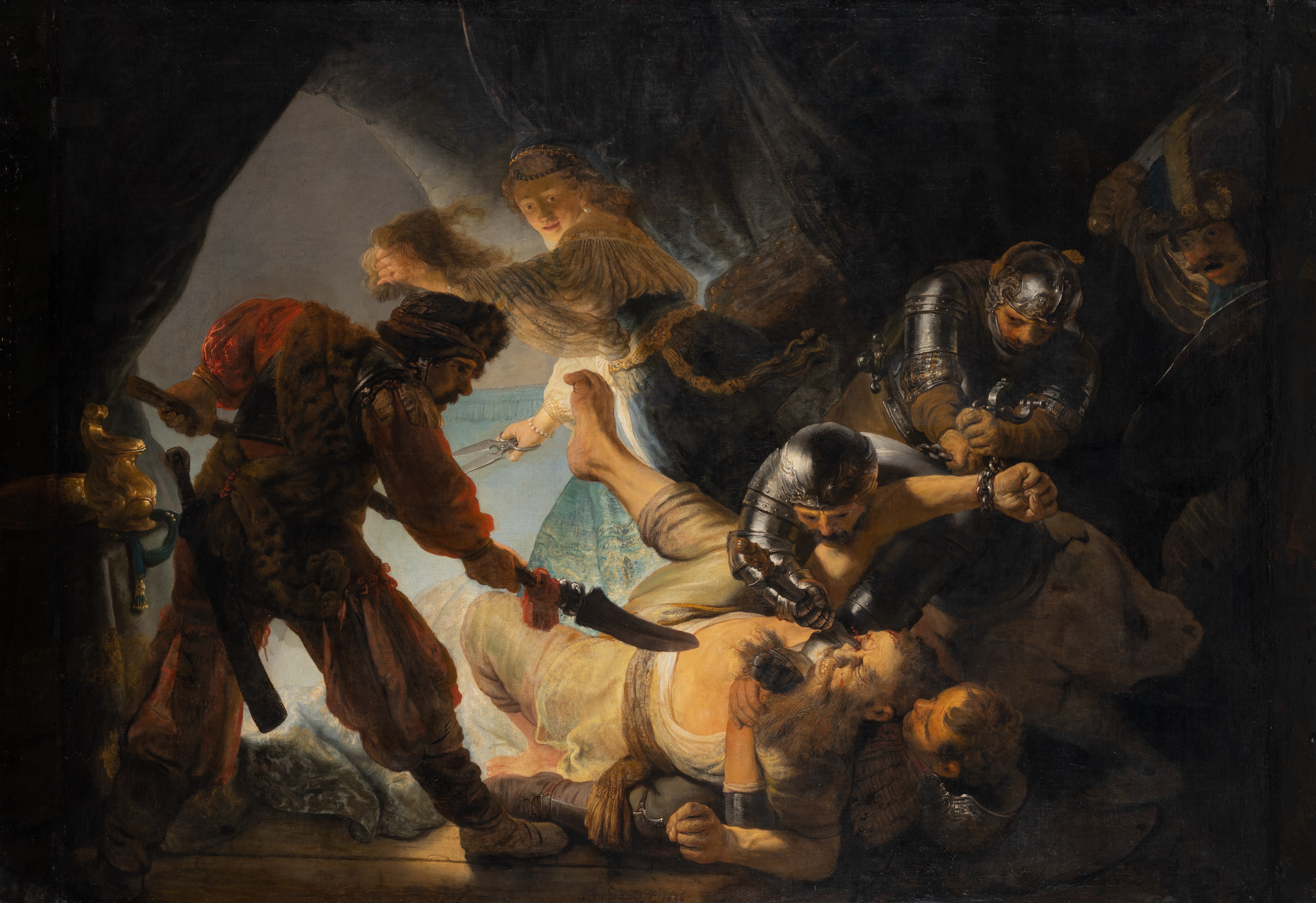
『ペリシテ人に目を潰されるサムソン』1636年 シュテーデル美術館所蔵
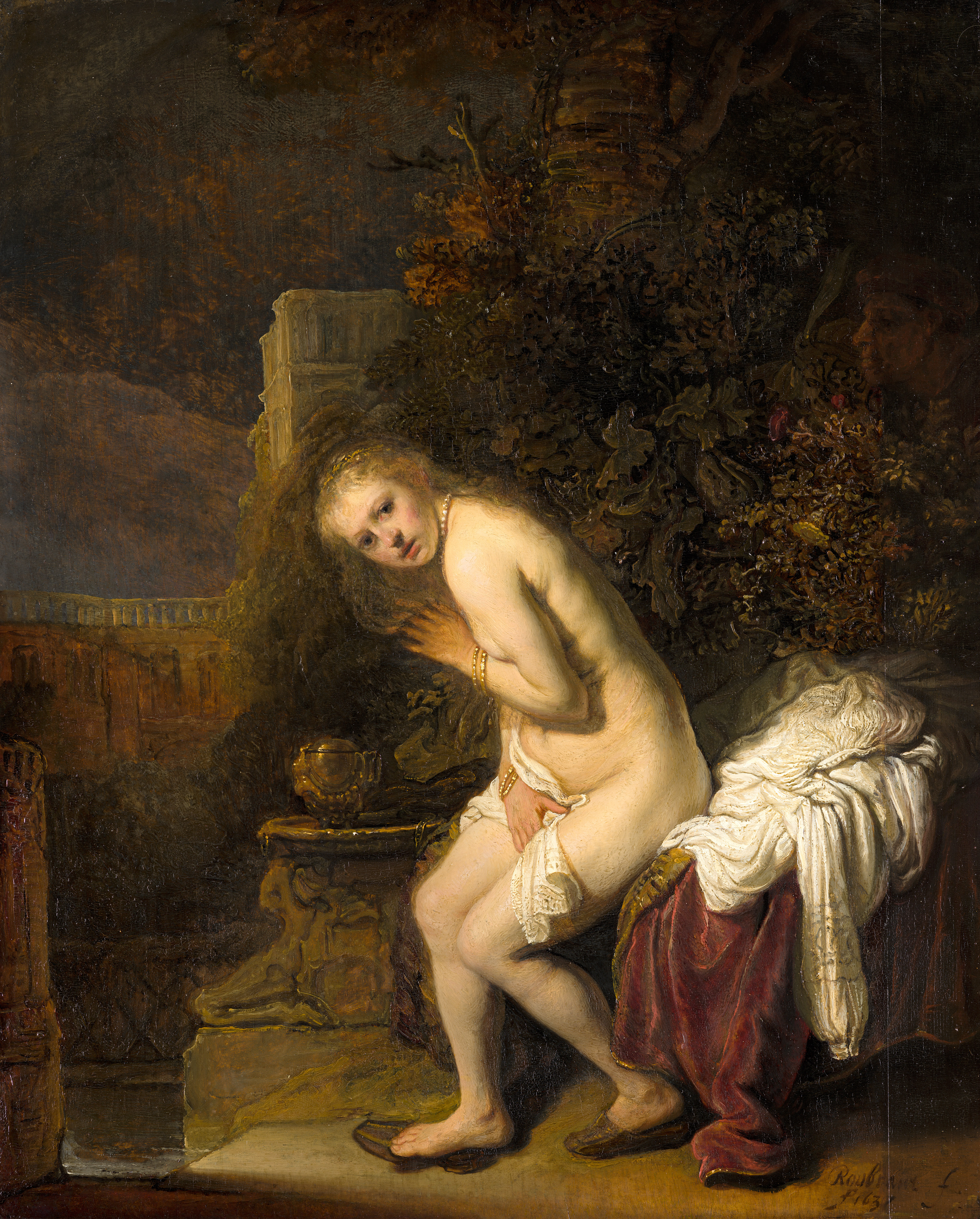
『水浴するスザンナ』1636年 マウリッツハイス美術館所蔵
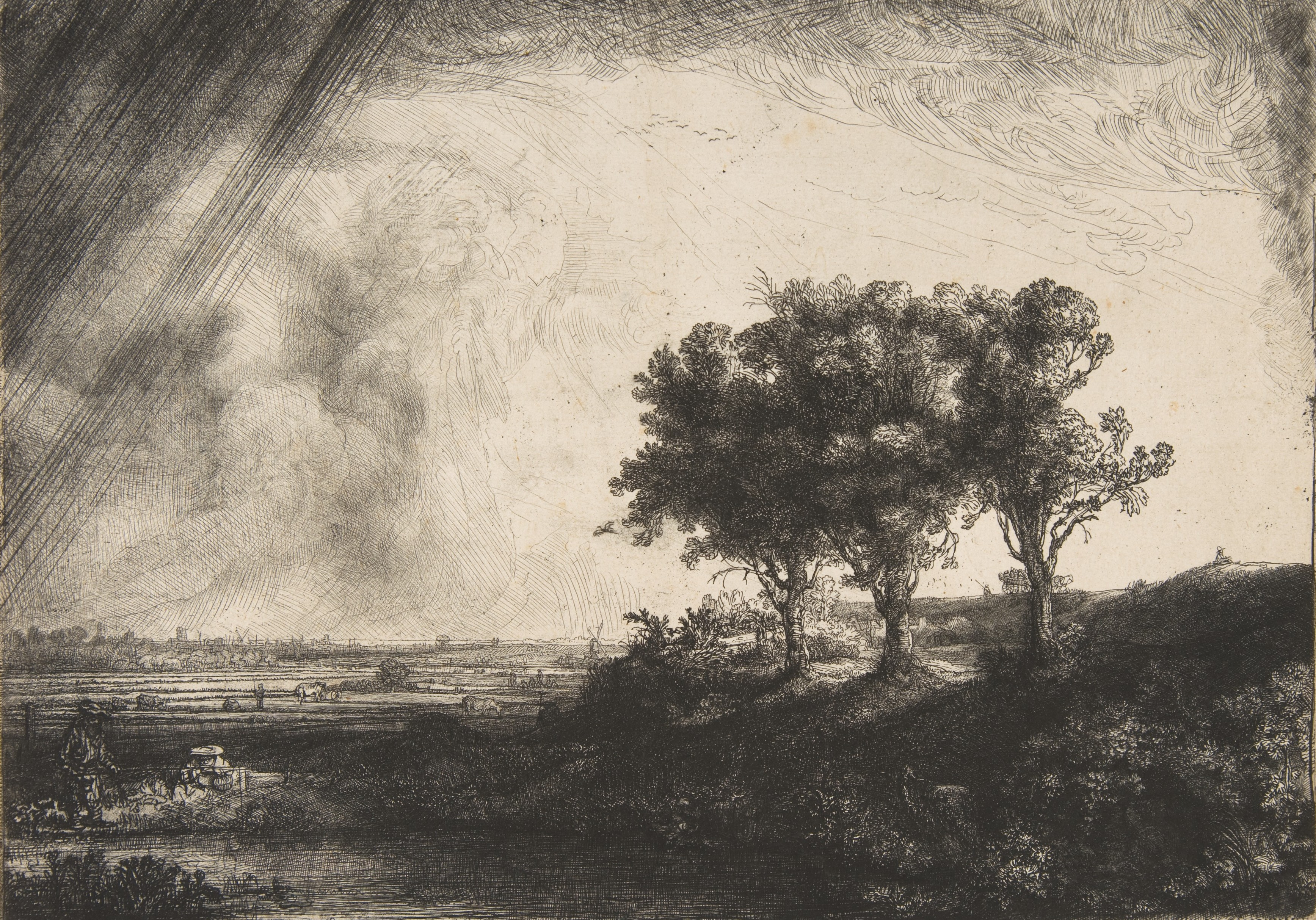
『三本の木』1643年 ダリッジ美術館所蔵
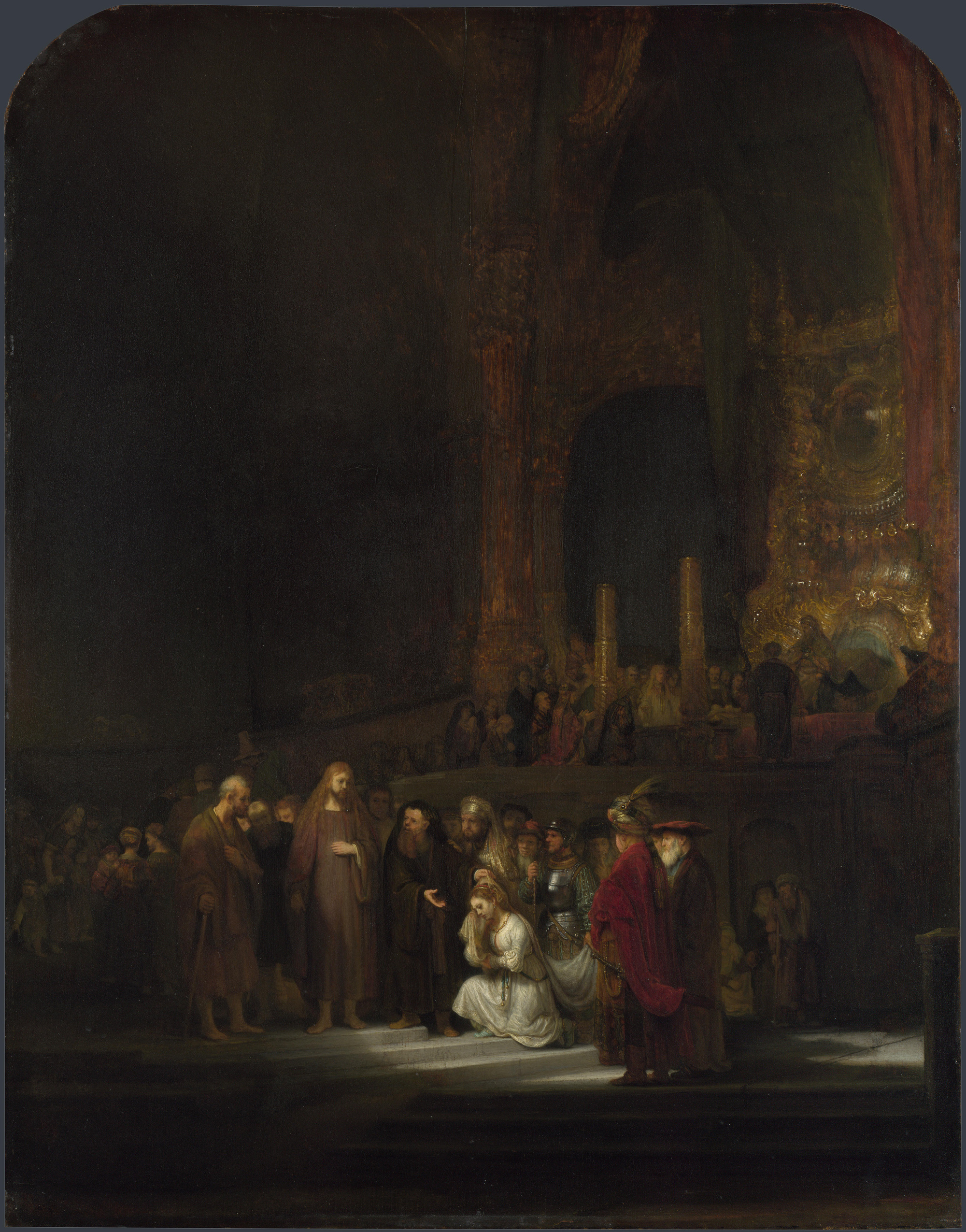
『姦淫の女』1644年 ロンドン・ナショナル・ギャラリー所蔵
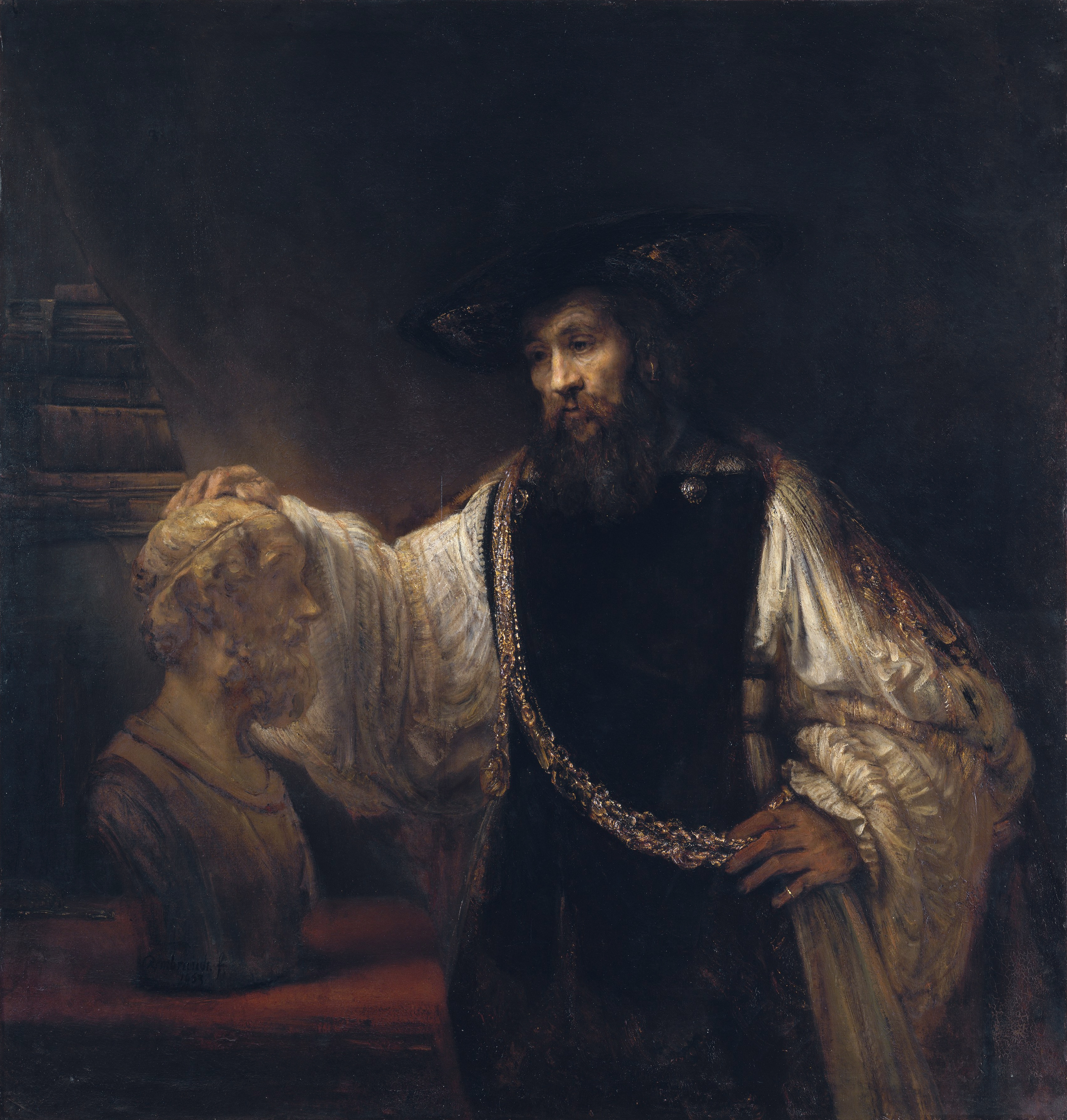
『ホメロスの胸像を見つめるアリストテレス』1653年 メトロポリタン美術館所蔵
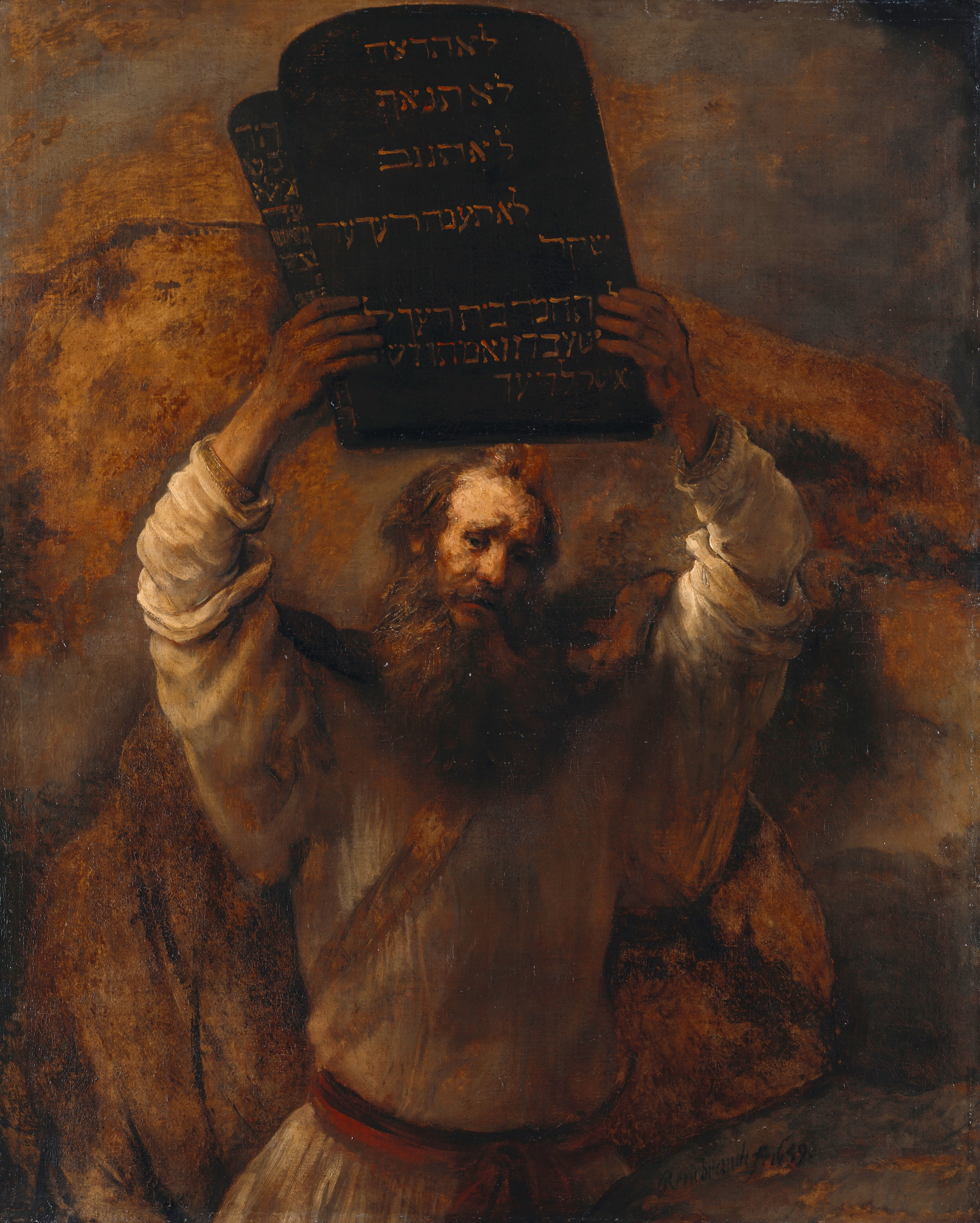
『十戒の石板を破壊するモーセ』 ベルリン絵画館所蔵
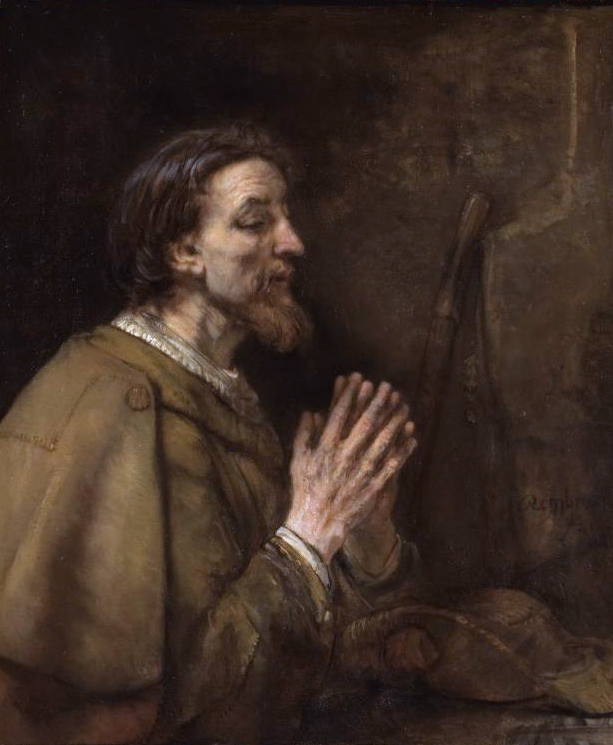
『聖ヤコブ』1661年
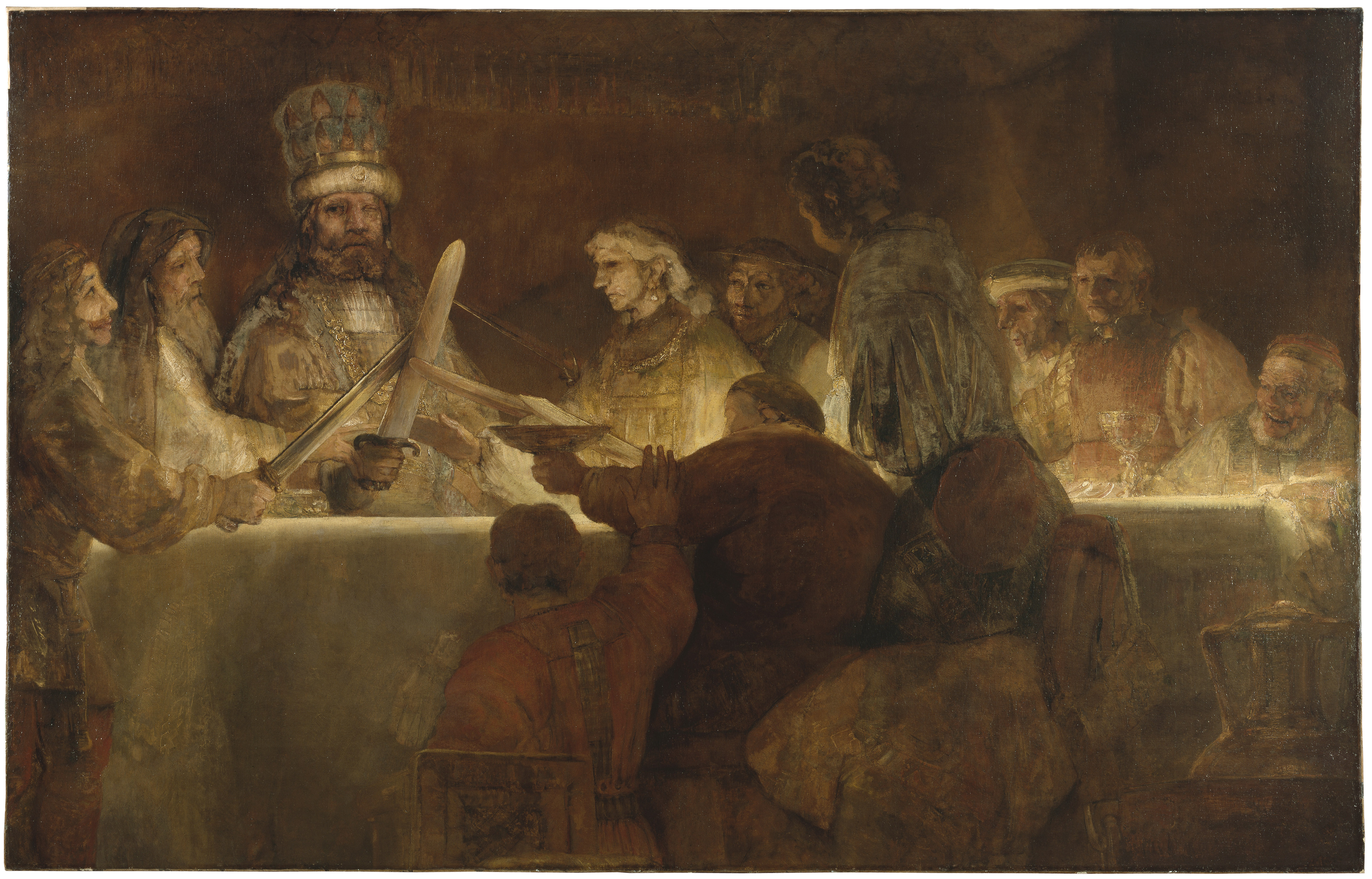
『クラウディウス・キウィリスの謀議』1661-1662年 スウェーデン国立美術館所蔵
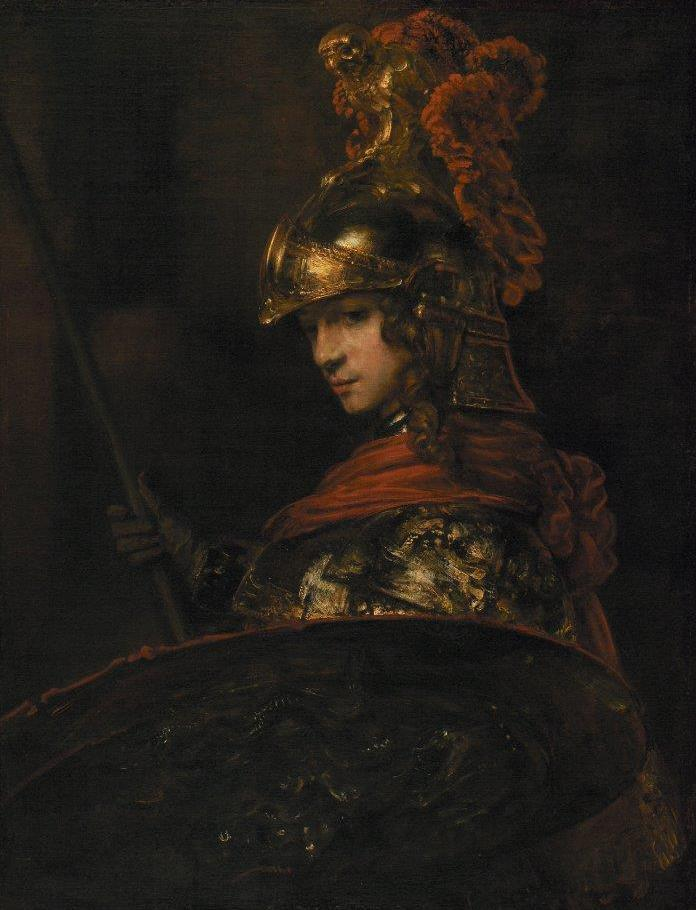
『パラス・アテナ』1663年 カルースト・グルベンキアン美術館所蔵
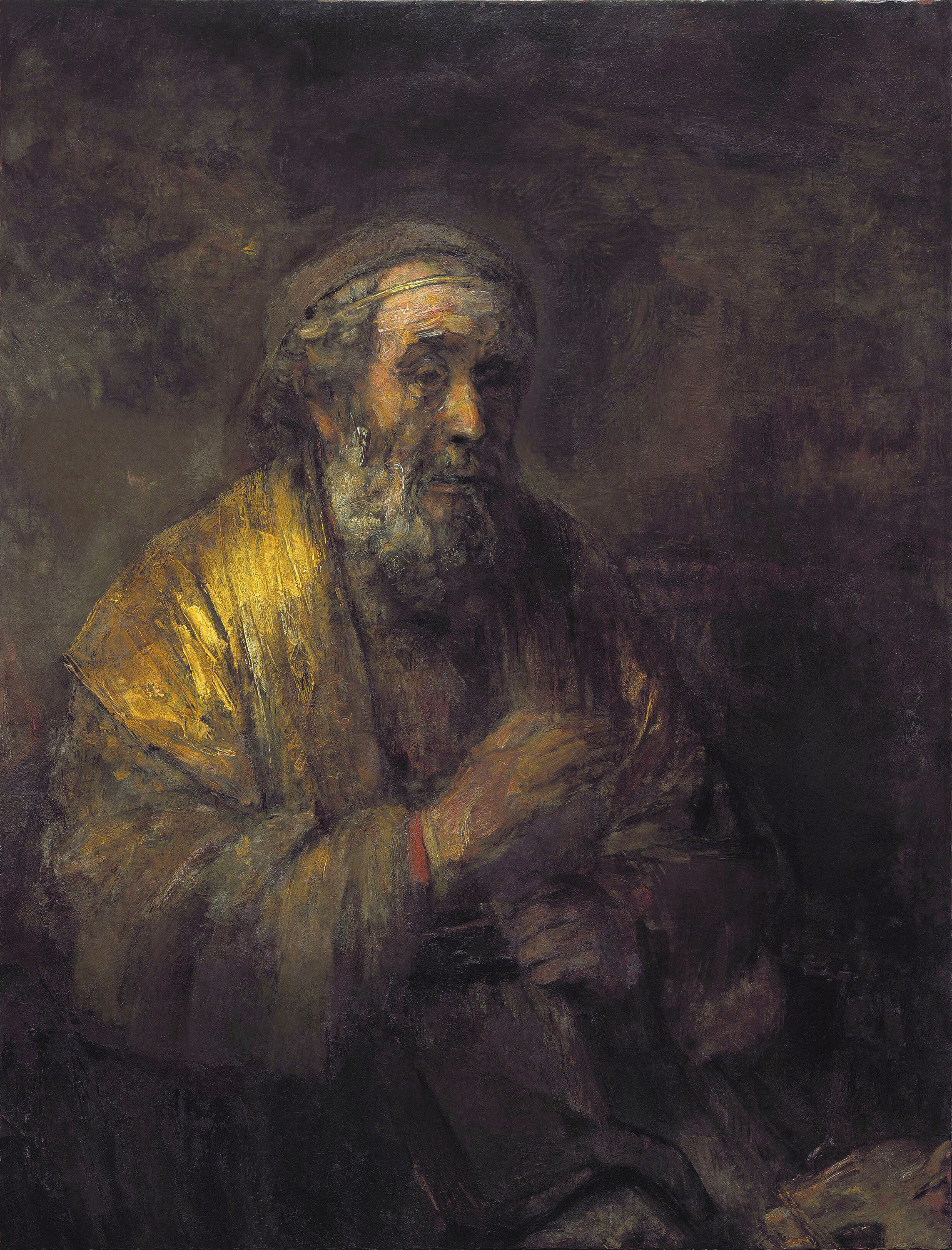
『詩を口述するホメロス』1663年 マウリッツハイス美術館所蔵
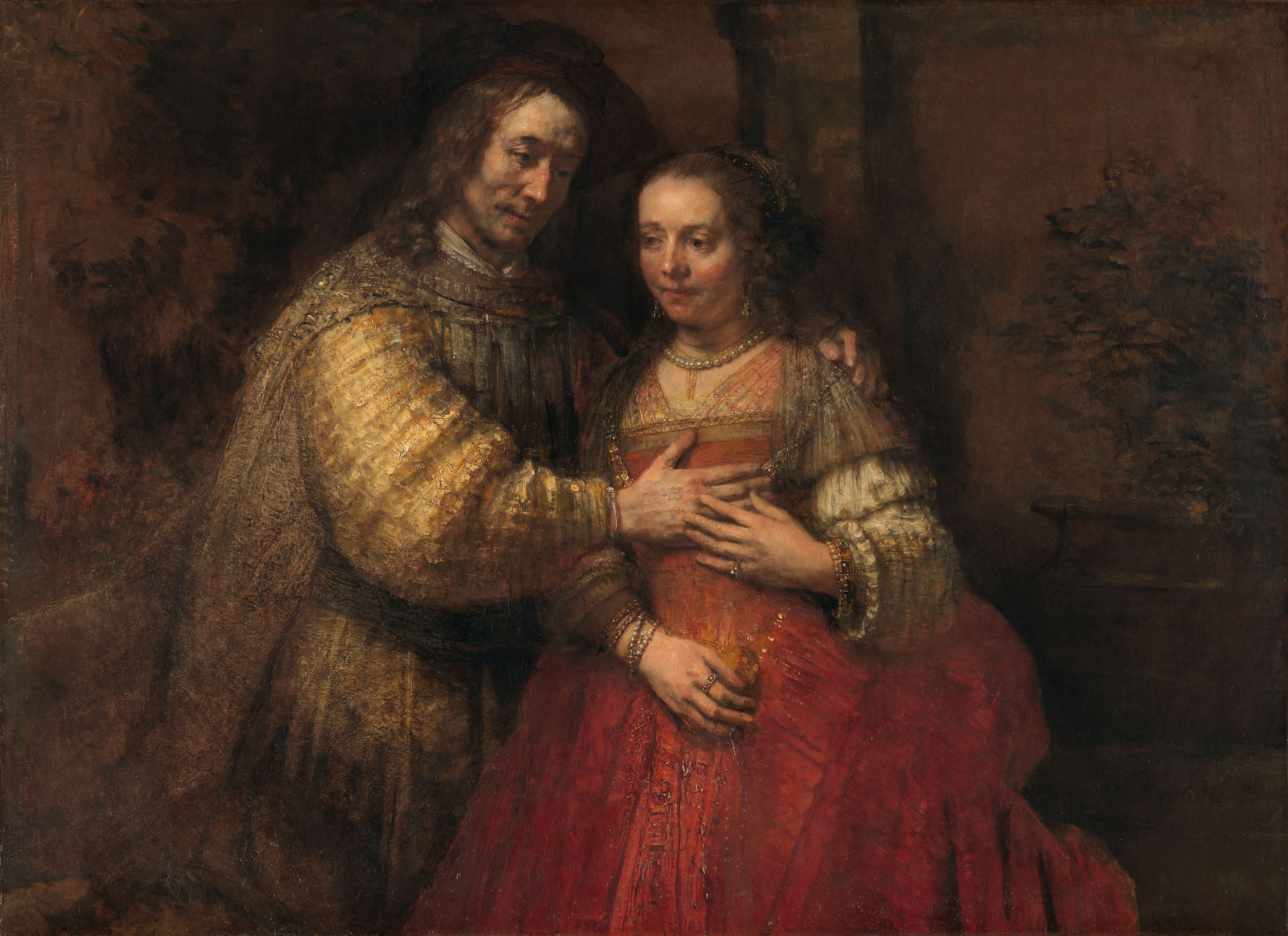
『ユダヤの花嫁（イサクとリベカ）』1667年 アムステルダム国立美術館所蔵
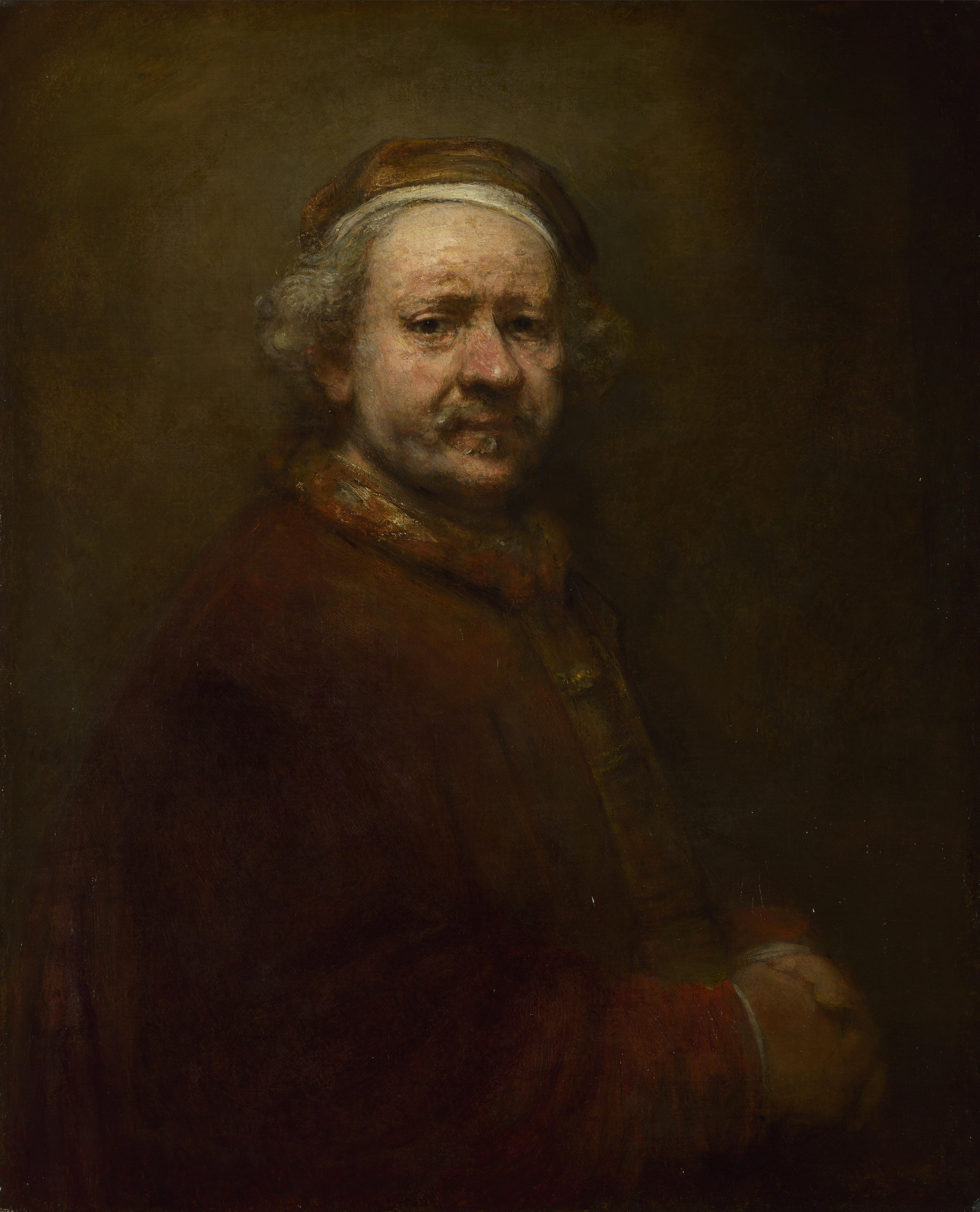
『63歳の自画像』1669年 ロンドン・ナショナル・ギャラリー所蔵